# Umění středověku
Umění středověku, tedy sochařství, architektura a další druhy umění v období středověku jsou tradičně vnímány jako umění historické epochy vymezující období mezi koncem starověku a antické civilizace a začátkem novověku, mezi pádem Západořímské říše v roce 476 a objevením Ameriky Kryštofem Kolumbem roku 1492, nebo také jako období vzniku a rozvoje románského slohu a gotiky.
Nezanedbatelnou roli v rozvoji umění této doby mělo i náboženství (především křesťanství a islám) i postupný rozvoj kontaktů s blízkovýchodními civilizacemi, s Indií, Čínou a po objevení Ameriky Kolumbem i s Amerikou.

## Vlivy náboženství

### Křesťanství
Ve středověku vznikla nová společnost mající duchovní kořeny v křesťanství. Ovlivňovat společnost svou uměleckou tvorbou začínalo křesťanství již od samého počátku našeho letopočtu v podobě tzv. umění křesťanské antiky. Ve středověku (především ve 13. a 14. století) došlo však k rozkvětu a růstu bohatství i moci církve. Velká část kostelů přešla z rukou světských do rukou církevních. Rostoucí majetek církve umožňoval nejen uspokojování potřeb duchovních, ale ve stále větší míře i kulturních, vzdělávacích, sociálních a ekonomických. Za vlády Karla IV. se církev stala nezávislou organizací, která dbala nejen o život duchovní, ale stala se i nositelkou sociálních služeb, kultury, vzdělanosti a vědy. Silně také ovlivňovala všechny druhy umění.

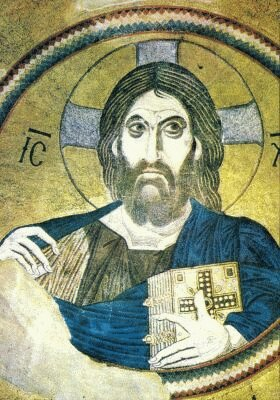
Kristus

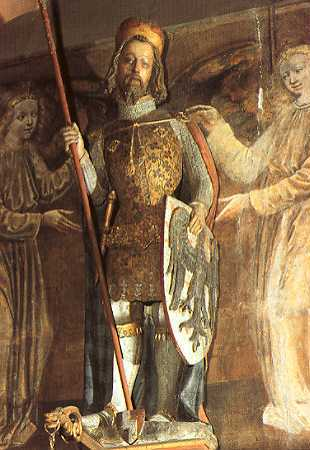
Socha sv. Václava

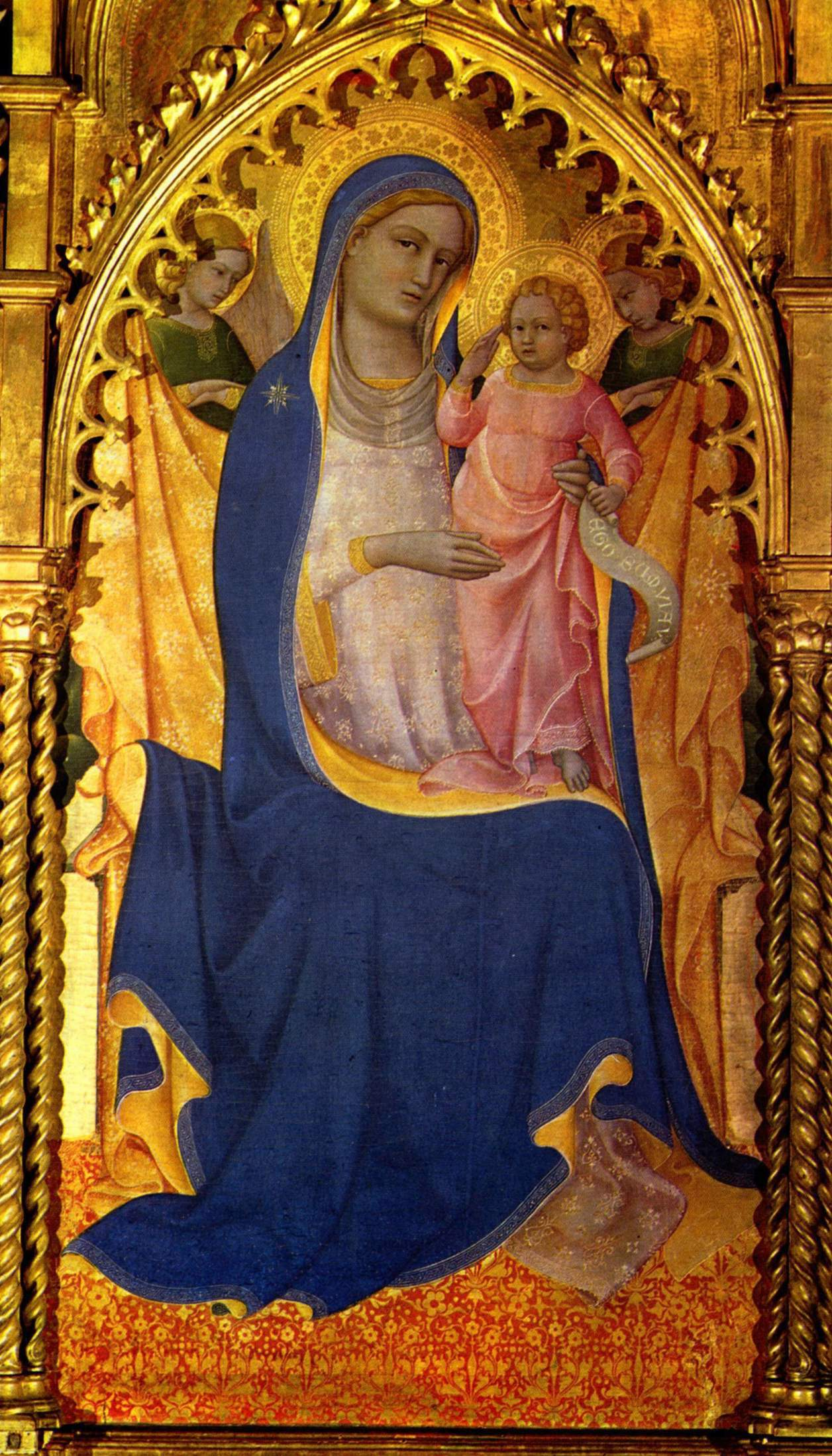
Madona
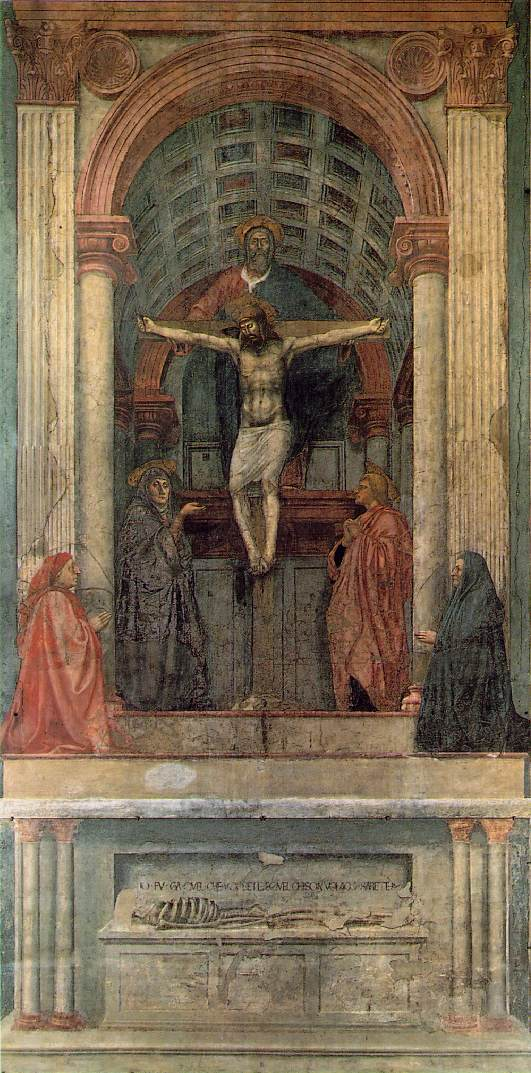
Svatá Trojice
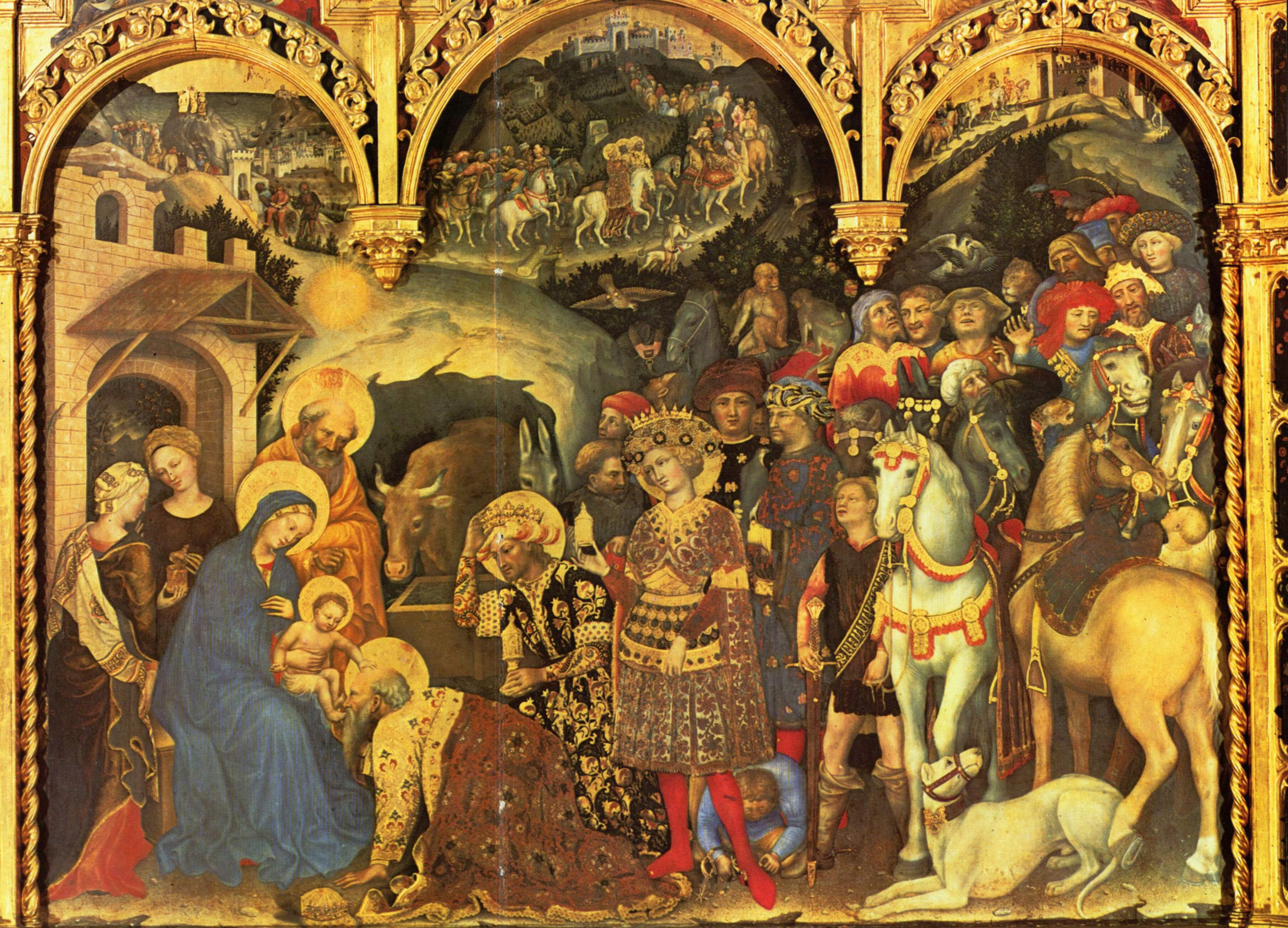
Klanění tří králů
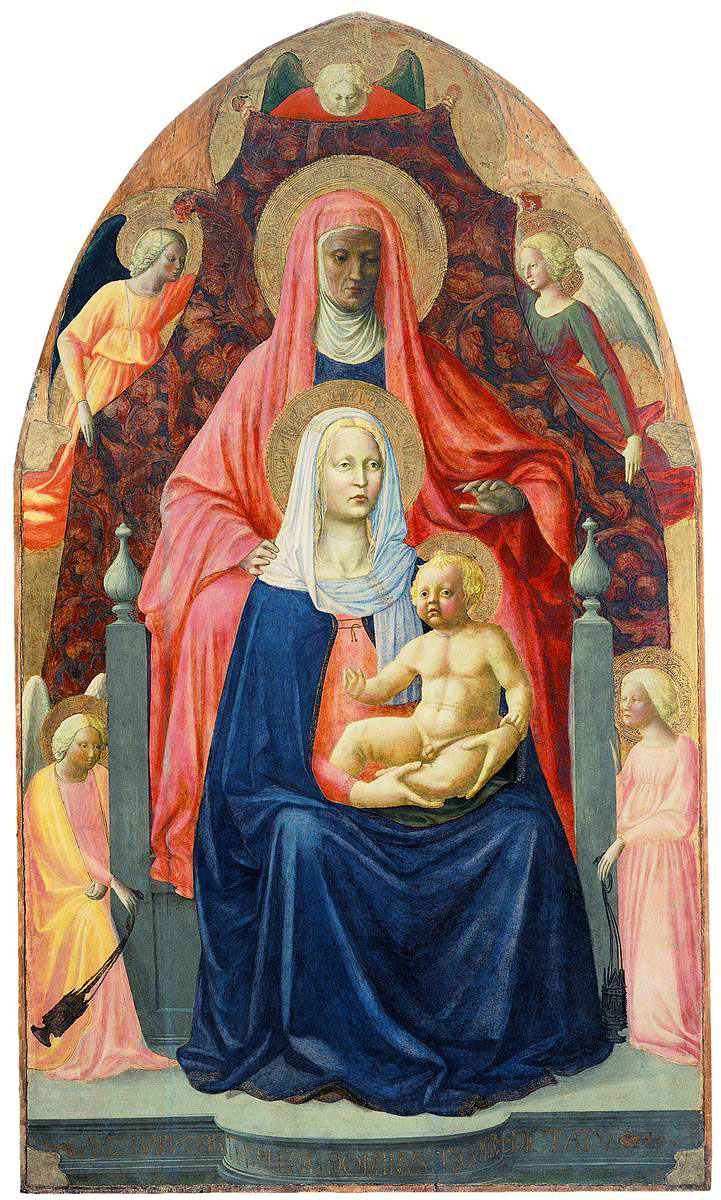
Svatá Anna samotřetí

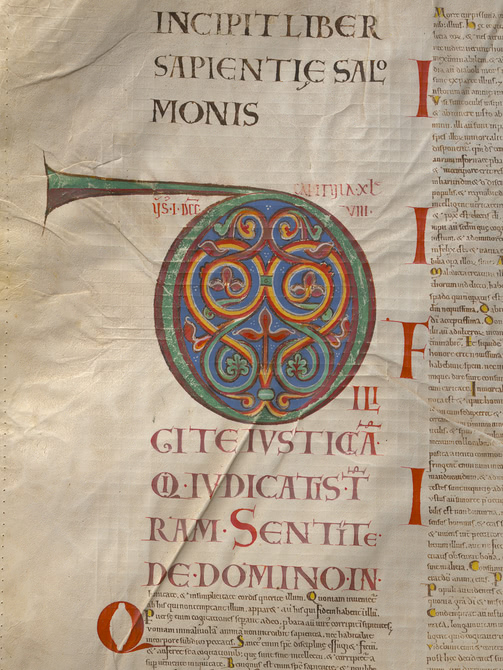
Kodex Gigas - z obsahu
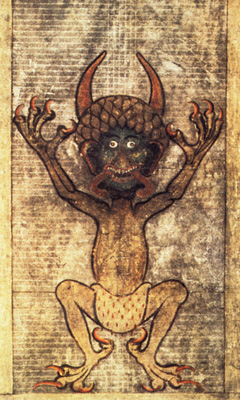
Kodex Gigas - ďábel
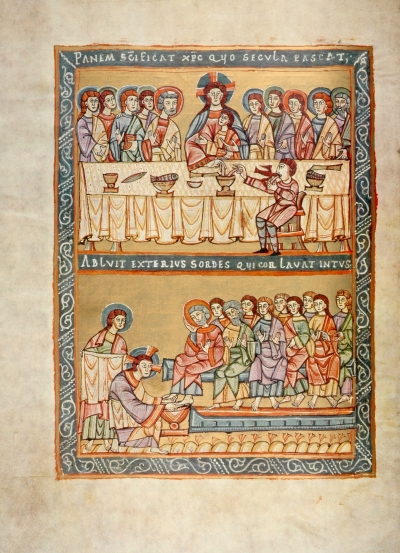
Kodex Vyšehradský
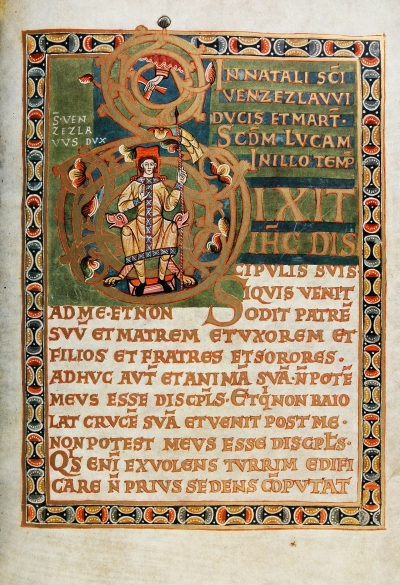
Kodex Vyšehradský

Sochařství a další druhy výtvarného umění byly v době středověkého rozmachu moci církve silně motivovány křesťanstvím a uplatňovaly se převážně při výzdobě chrámů, kostelů, tvorbě náboženských předmětů ze zlata apod.

### Islám
Ve středověku, v době života proroka Mohameda v 7. století n. l., došlo na Arabském poloostrově k islámské expanzi a k oživení perské národní identity doprovázené významnými kulturními změnami. Toto období bylo označováno jako islámský zlatý věk. Islám je po křesťanství nejrozšířenějším náboženstvím světa. Je to také monoteistické náboženství, založené na učení proroka Muhammada. Slovo islám znamená odevzdání se Bohu a Muslim je ten, kdo se Bohu podřizuje. Za základ islámu považují muslimové korán, který Bůh zjevil Muhammadovi. Muslimové Muhammada nepovažují za zakladatele nového náboženství, ale za obnovitele původní víry Abraháma, Mojžíše, Ježíše a dalších proroků islámu. Židé a křesťané podle nich zkreslili zjevení a pokřivili původní poselství Bible.
Džihád (snaha o spravedlivou věc) sloužil k šíření víry všemi prostředky. Šířen měl být nejen srdcem (zbožností), jazykem (misijní činností), rukou (charitativní činností) ale i mečem (válkami).

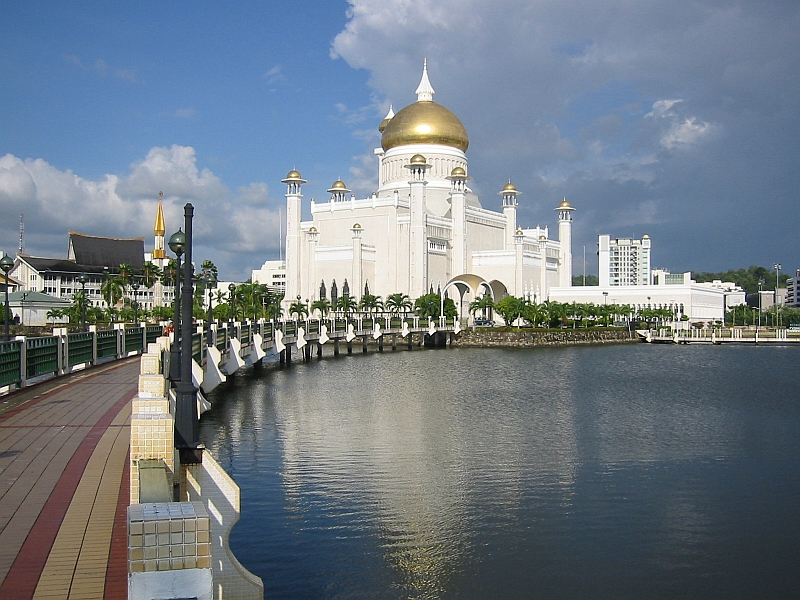
Mešita v Bruneti

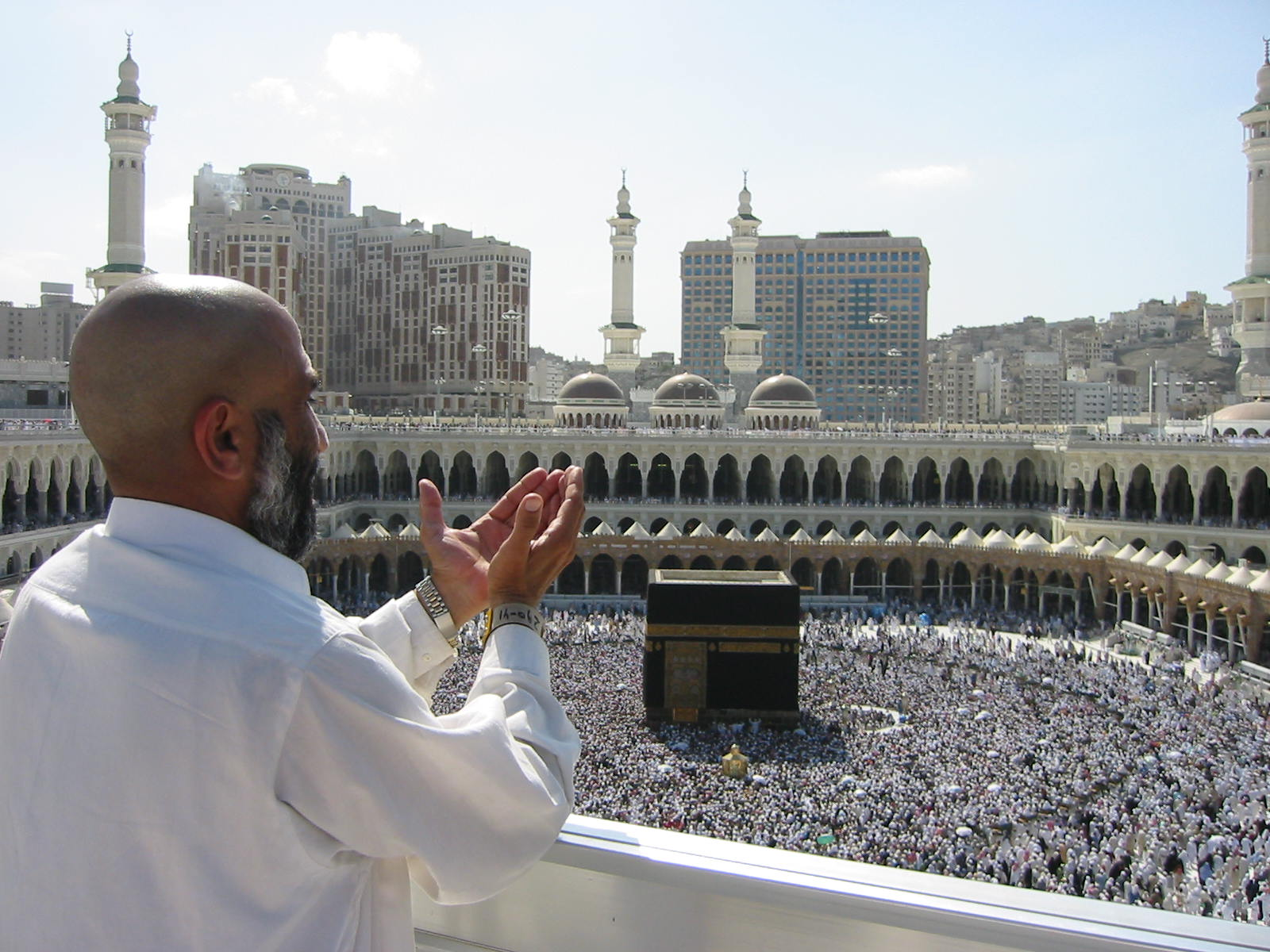
Mekka – svatyně

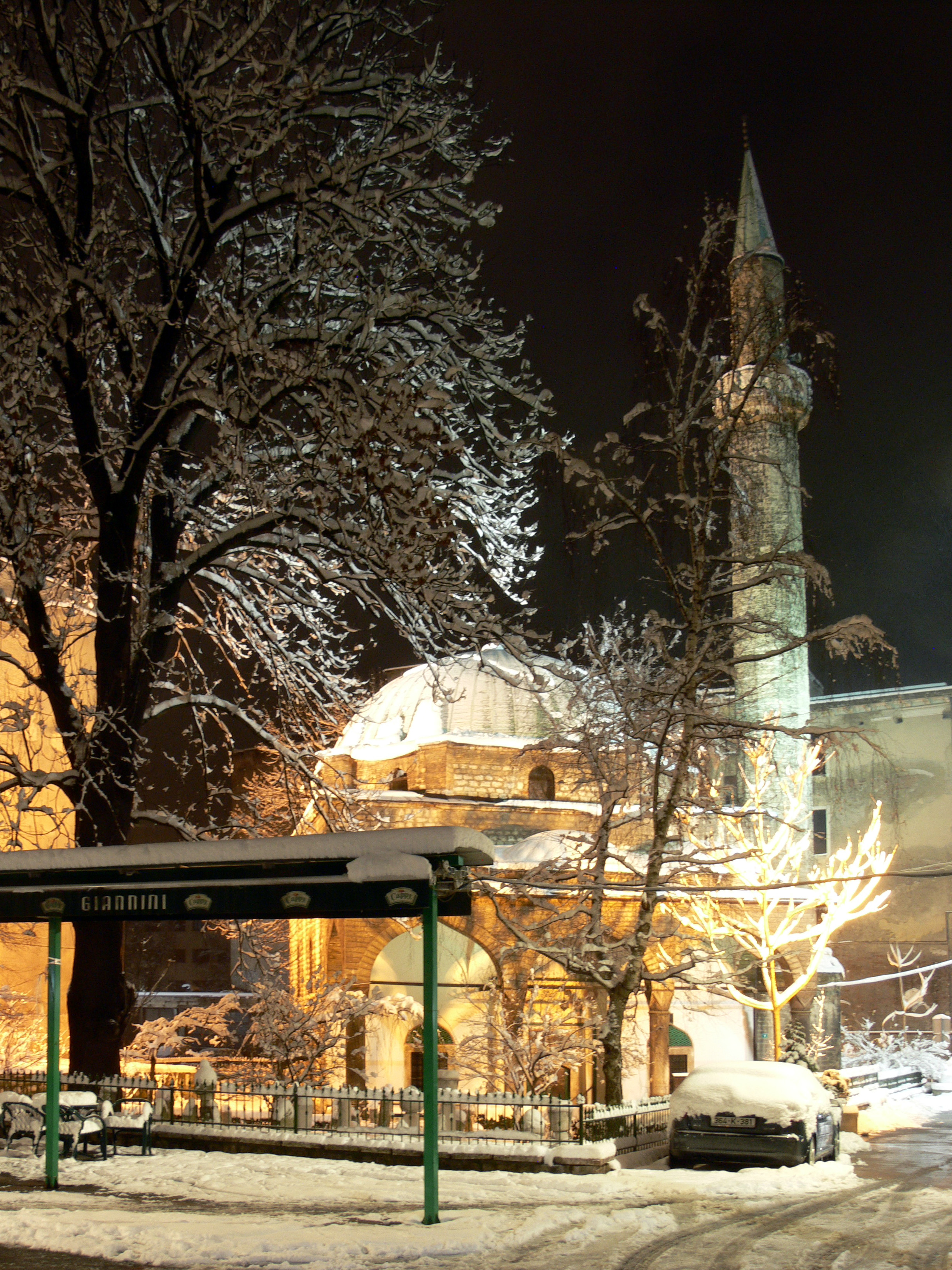
Mešita v Sarajevu
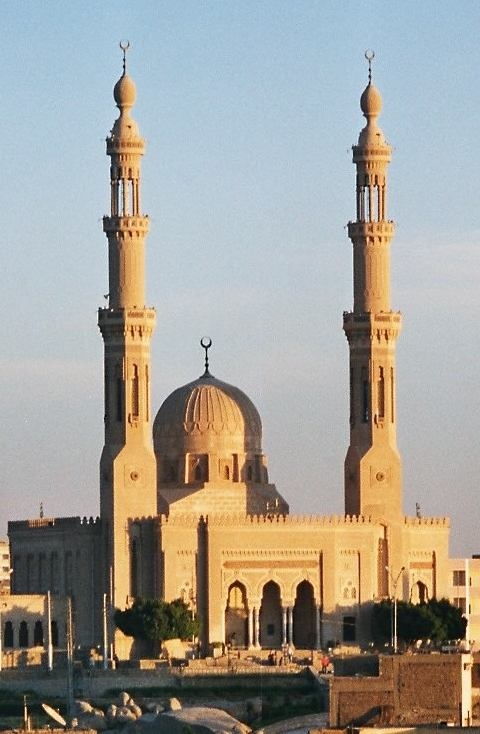
Mešita s minarety
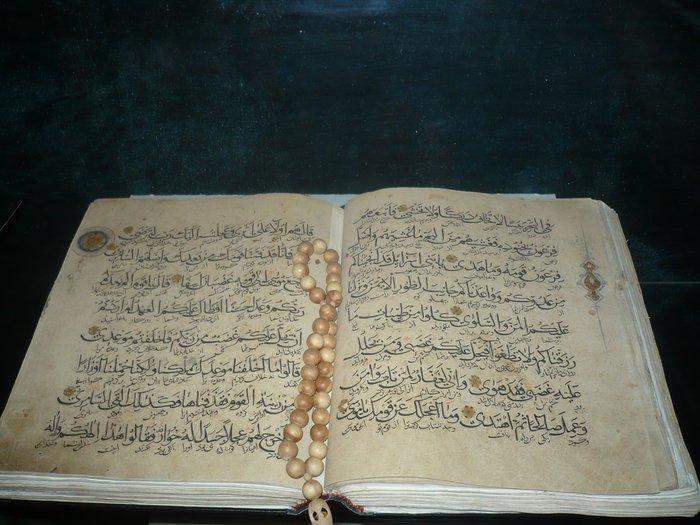
Korán

Stavby: Typickými stavbami islámu byly mešity, jejichž součástmi byly kamenné minarety, věžovité, štíhlé stavby tužkovitého tvaru. Minarety sloužily ke svolávání věřících k modlitbě. Věřící svolávali muezzini z jejich ochozů opatřenými stříškami s půlměsícem, symbolem islámu.

## Evropa

### Románský sloh
Románské umění vzniklo v Evropě počátkem 11. století jako důsledek rozmachu klášterů a rozvíjelo se zhruba dvě stě let (na vrcholu bylo mezi lety 1075–1125). Jeho domovem byla Francie a Německo. Postupně se rozšířilo do západních zemí jižní a střední Evropy. Šiřitelem a nositelem slohu byla církev. Na východě Evropy se v té době rozšířil sloh byzantský.

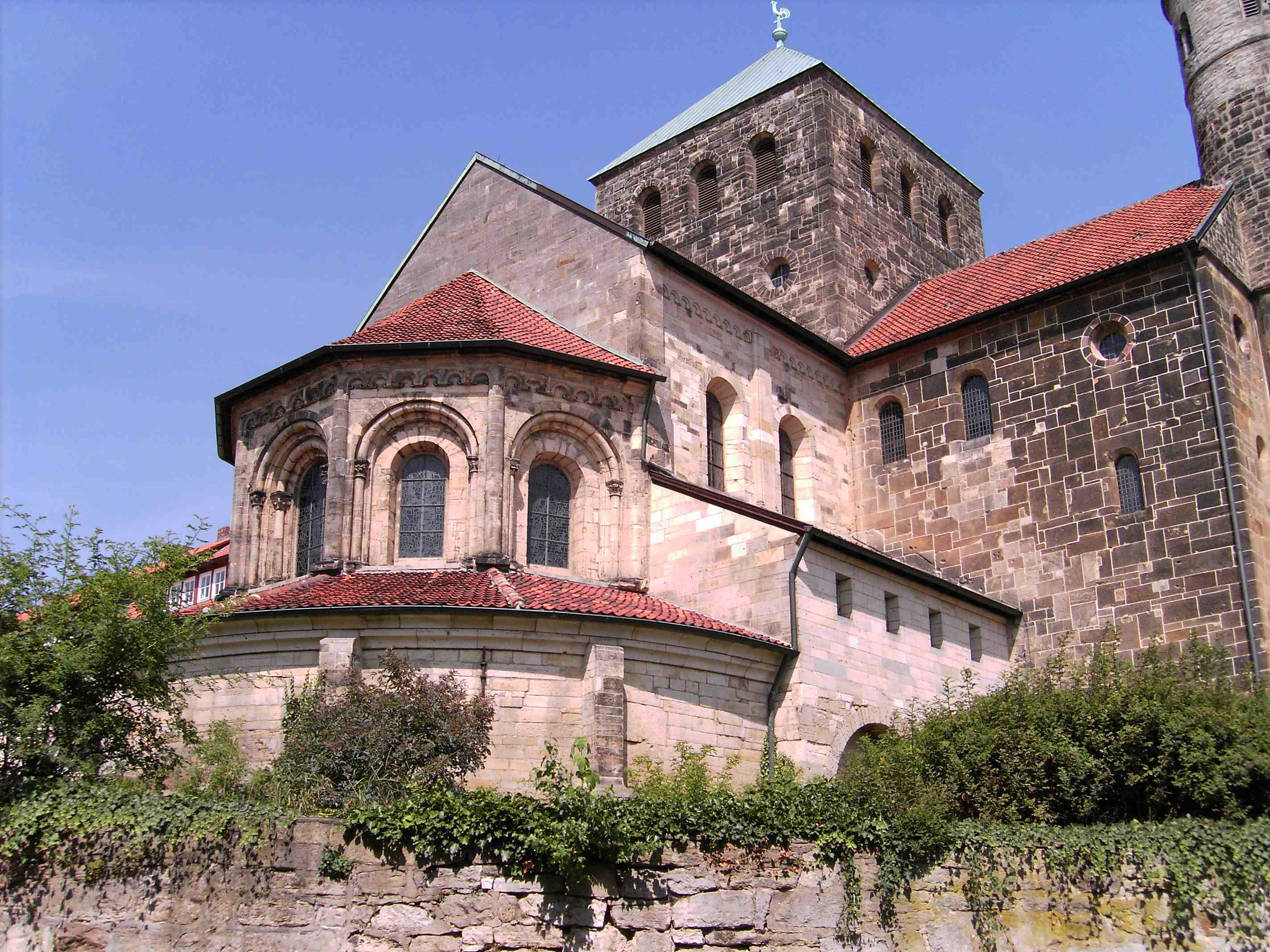
Kostel sv. Michala v Německu

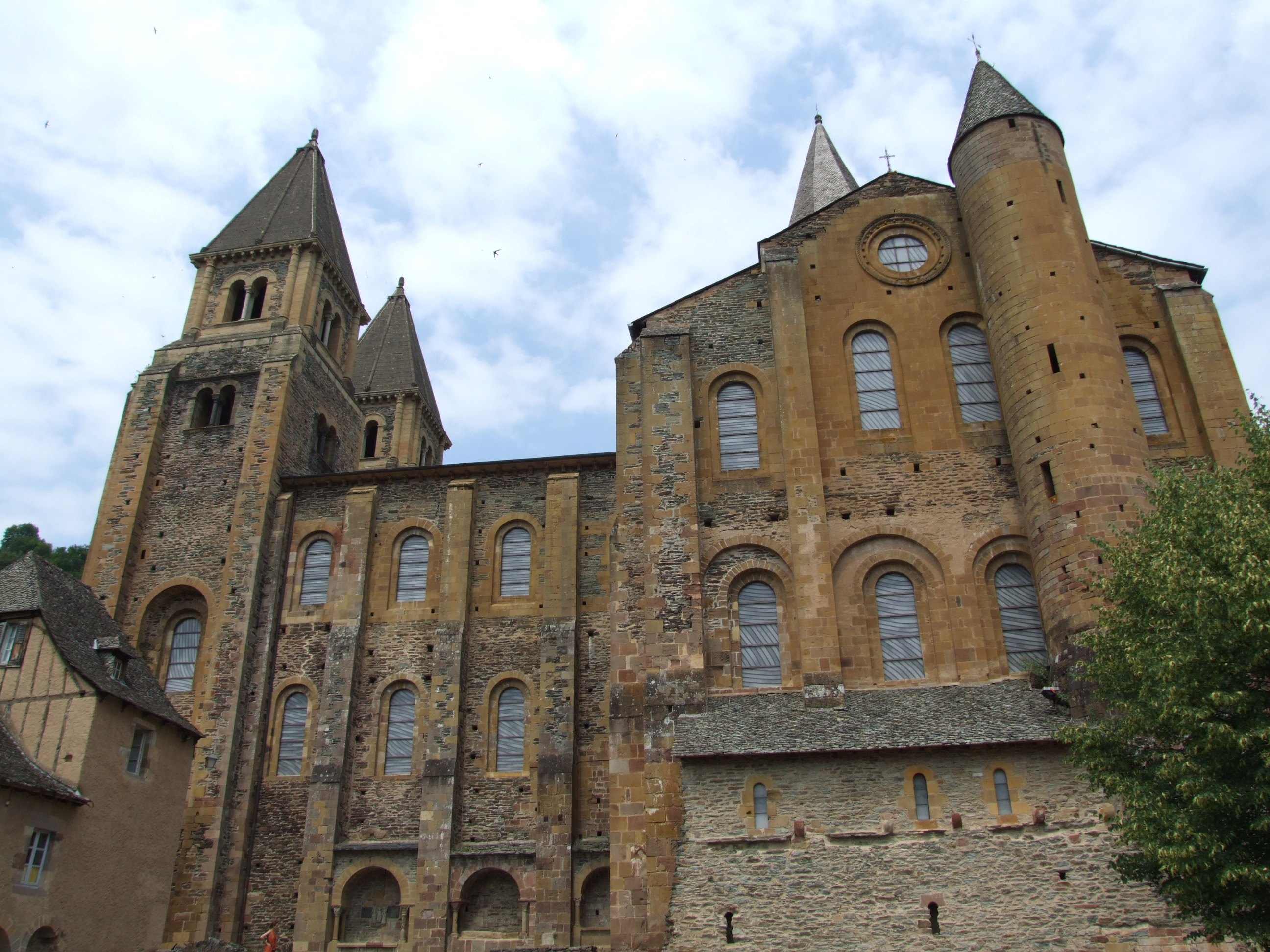
Francie - Klášter Conques

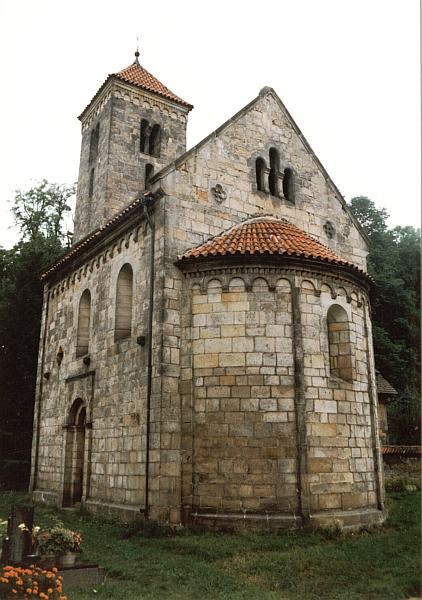
Románský kostel
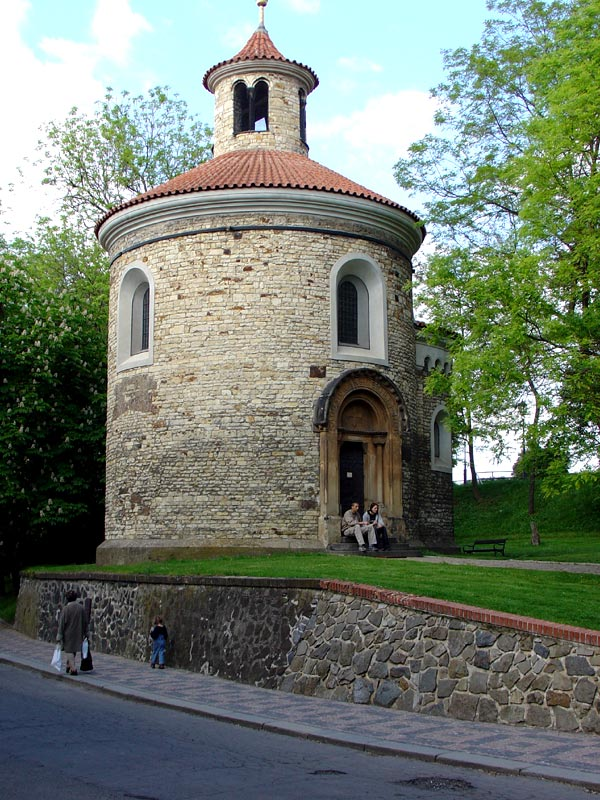
Rotunda svatého Martina
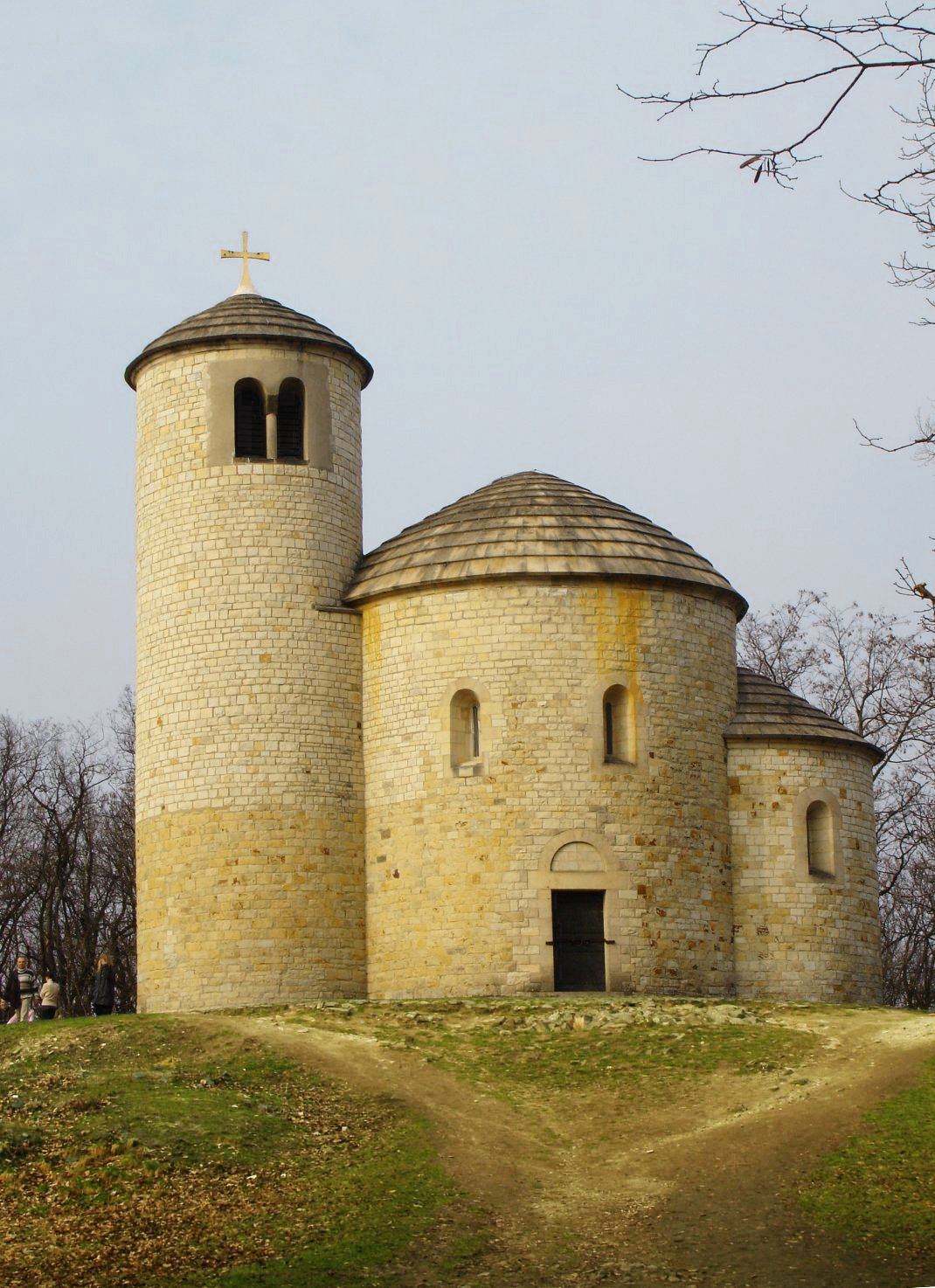
Rotunda sv. Jiří
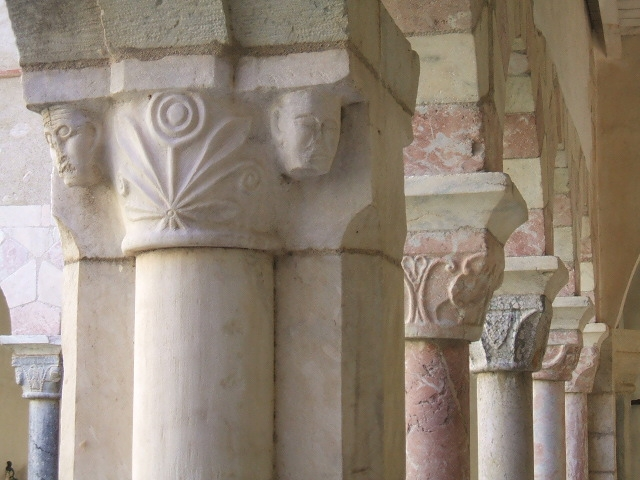
Hlavice sloupů

Architektura a sochařství: Sochařství bylo spojeno s architekturou, kterou zčásti pouze zdobily ornamentální reliéfy na hlavicích sloupů, nad vstupy portálů, kolem nich, na průčelí a na stěnách kostelů.
Stavěny byly především církevní stavby, ale také paláce, hrady, kláštery, špitály a obytné domy. Románské sochařství v českých zemích nebylo nikdy příliš bohaté. Počet jeho památek je dnes už jen malý. K nejvýznamnějším pracím z doby po roce 1150 patří reliéf Malostranské mostecké věže, která stávala u bývalého Juditina (dnes Karlova) mostu v Praze. Zajímavá je i řada figur z průčelí kostelíka v obci Jakubu u Kutné Hory. Po roce 1200 vznikl trojdílný reliéf (triptych) s trůnící madonou v bazilice sv. Jiří na Pražském hradě.
Malířství: V malířství to byly v románských kostelech zcela běžné fresky. Podobně jako plastiky, také malby pokrývaly všechna volná místa. Respektovaly architekturu, aniž by se zabývaly perspektivou. Inspirovaly se miniaturami v rukopisných knihách. Nejhezčí soubory fresek, které se zachovaly, se nacházejí v kostele městečka Saint-Savin sur la Gartempe v kraji Poitou.

### Gotika

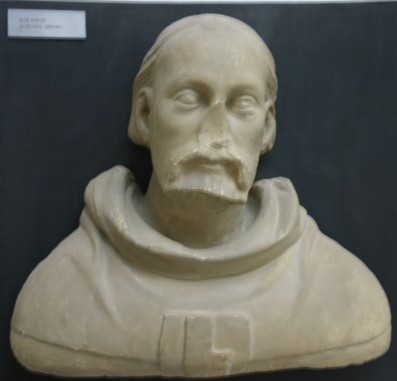
Petr Parléř

Gotický sloh je slohem rozvinuté feudální společnosti. Vznikl kolem roku 1120 ve Francii, odkud pochází i jeho zprvu hanlivý název gotika (umění Gótů). Klasicky se rozlišují její fáze jako Gotika raná (období přechodu – 12. století), Gotika vrcholná (13. – 14. století), Gotika pozdní (15. století). V Čechách se gotika vyvíjela ve třech obdobích: raná (přemyslovská), vrcholná (lucemburská za panování Karla IV.) a pozdní (jagellonská).
Sochařství a architektura: Sochařství bylo v gotice zprvu těsně svázáno s architekturou. Později již ale vznikaly také volné plastiky. Byly to kamenné a dřevěné sochy madon, kříže s tělem Krista, piety (sedící madony s mrtvým Kristem na klíně) i sochy světců.
Parléřova huť: V čele významné císařské stavební huti v Čechách, kterou založil Matyáš z Arrasu, stál Petr Parléř. V jeho díle pokračoval jeho syn Jan. Druhý syn Václav byl vedoucím huti při stavbě Svatoštěpánského dómu ve Vídni. Parléřovská huť v Čechách zanikla v době husitských válek.

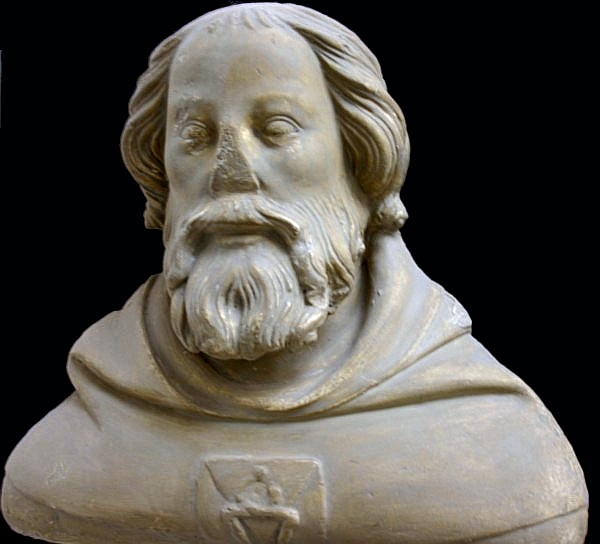
Matyáš z Arrasu

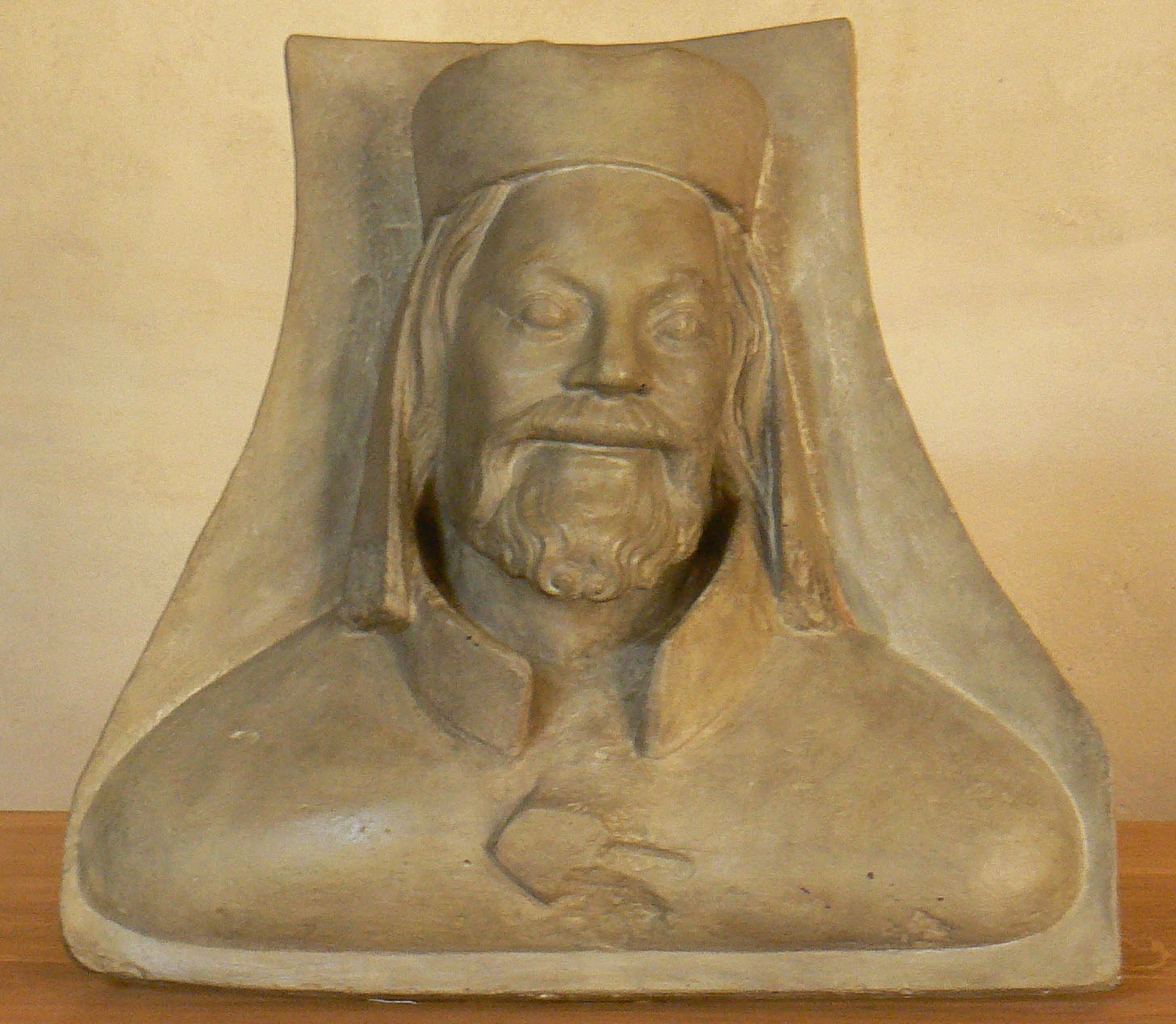
Karel IV. v chrámu sv. Víta

Svatovítský chrám
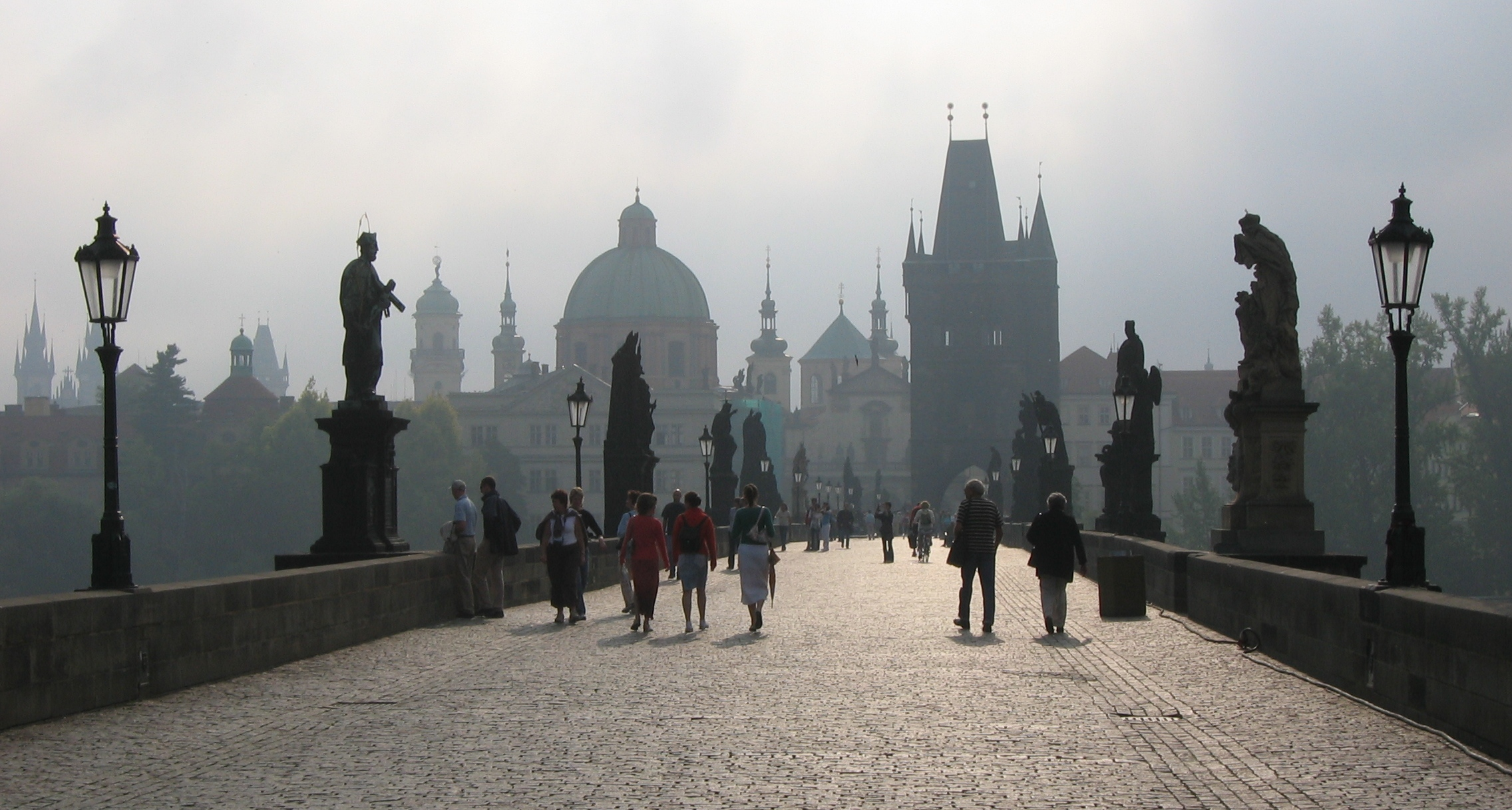
Na Karlově mostě
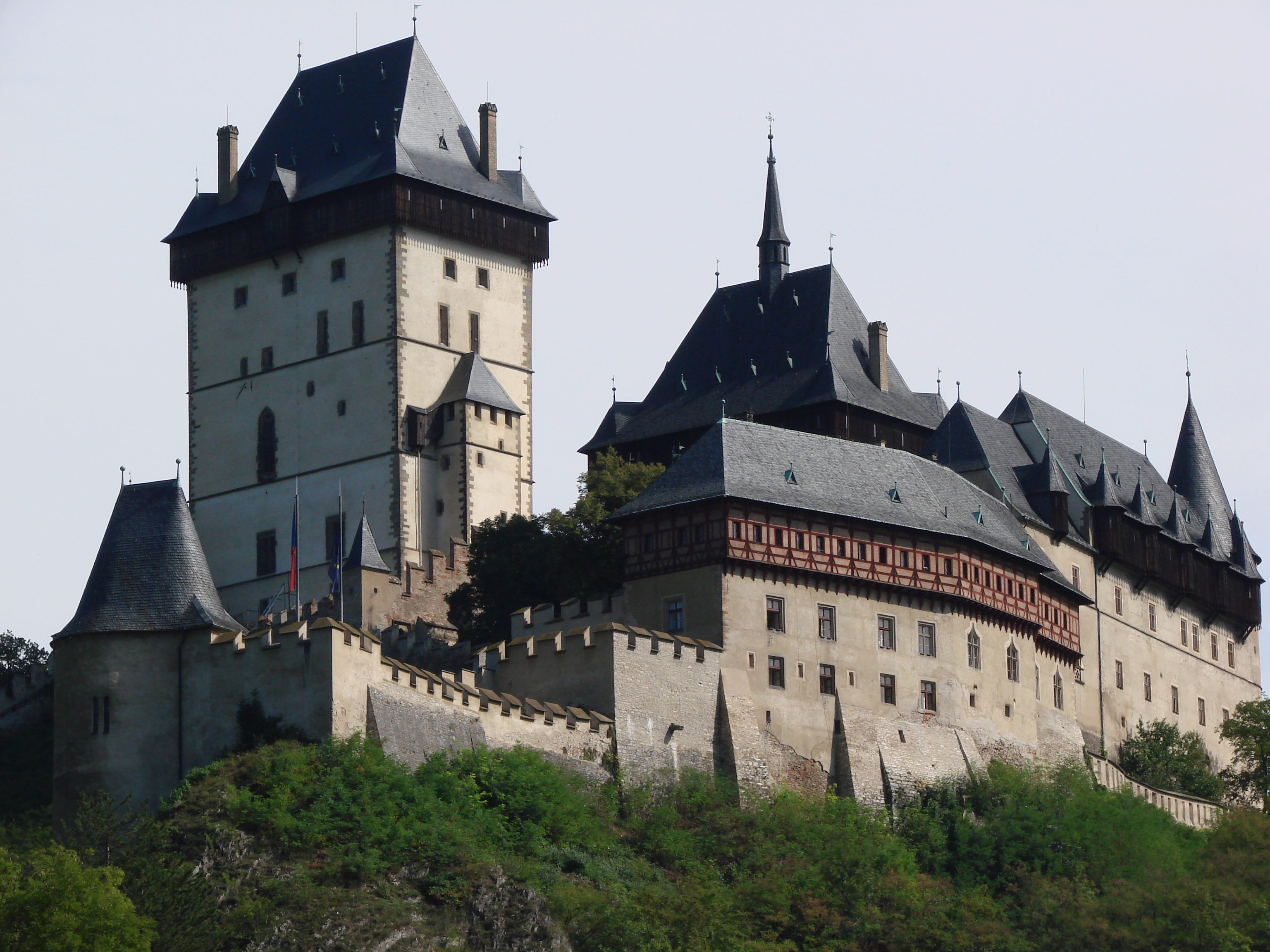
Hrad Karlštejn
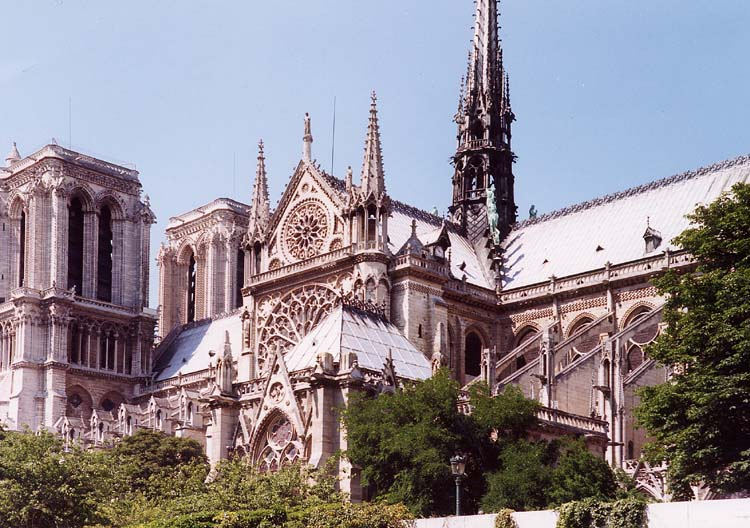
Notre-Dame v Paříži

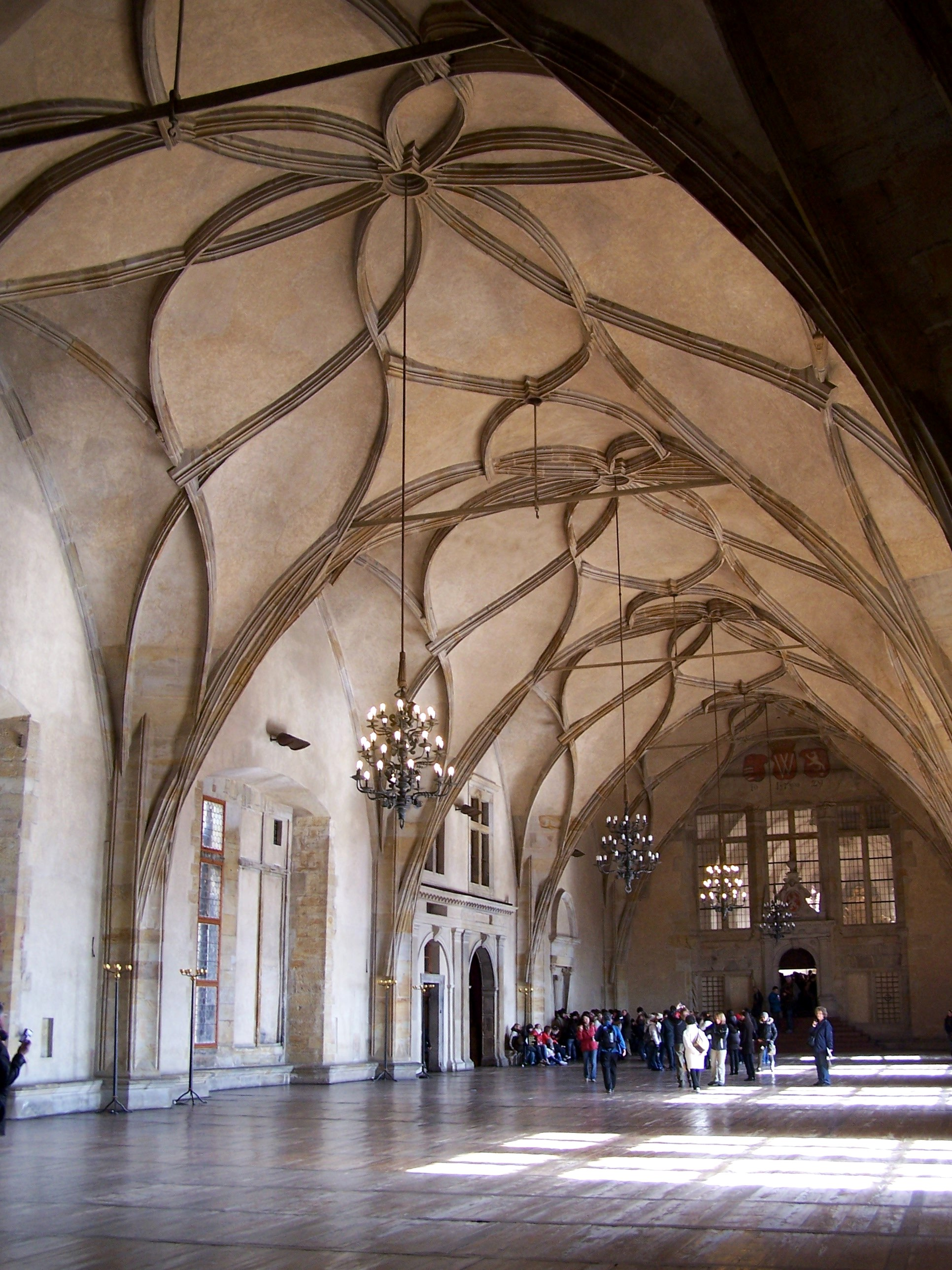
Kroužená klenba
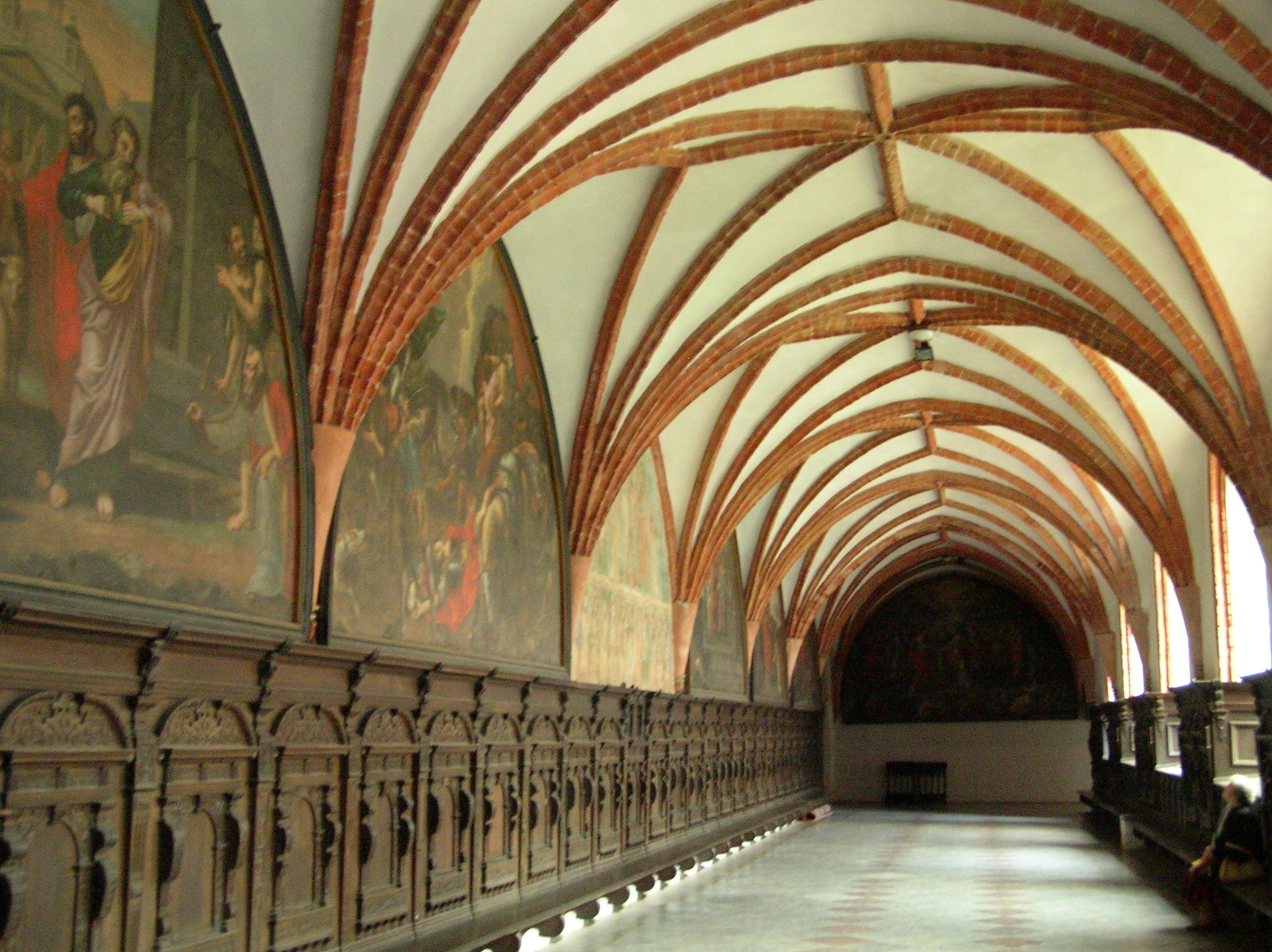
Síťová klenba
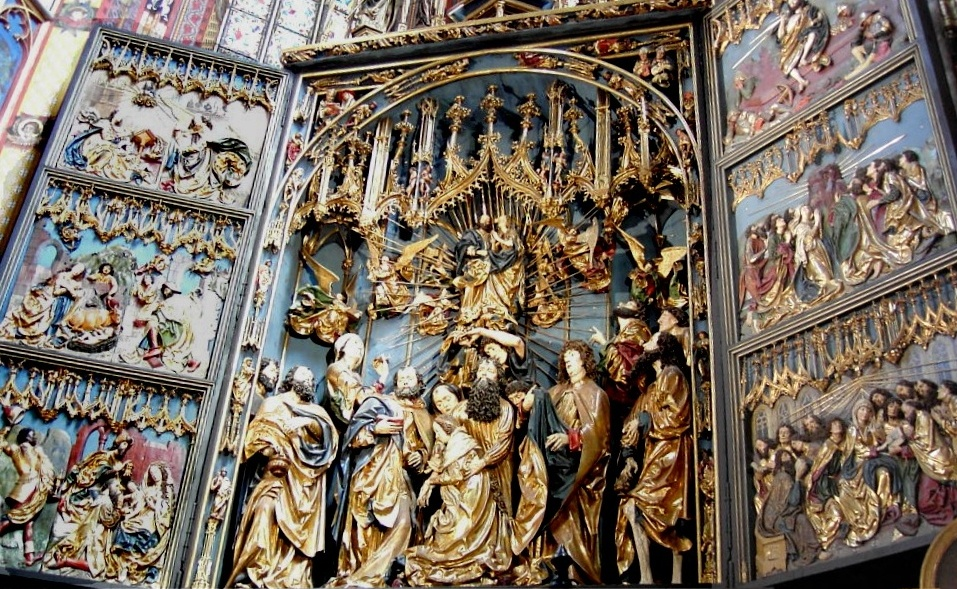
Gotický oltář
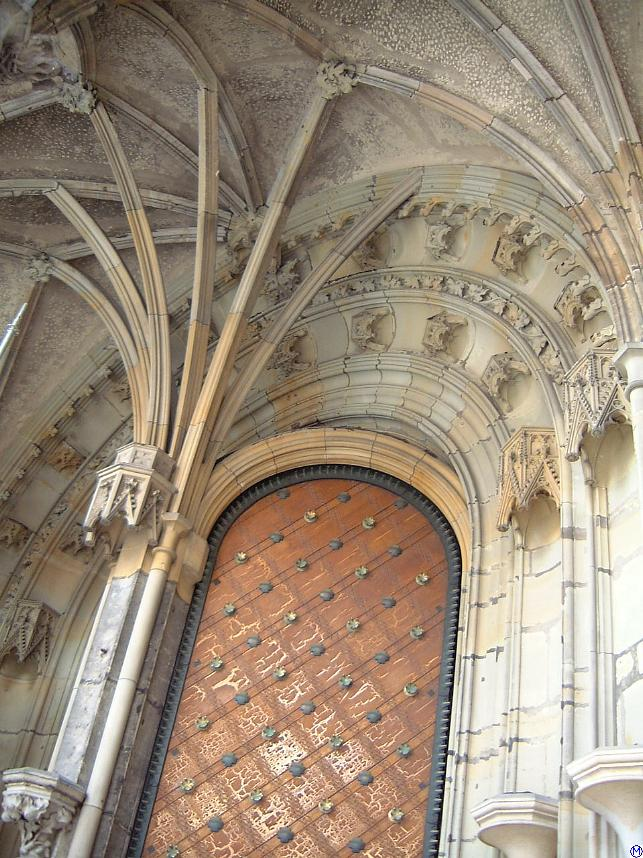
Gotický portál

Sochařství V období vrcholné gotiky vytvořil stavitel Svatovítské katedrály Petr Parléř se svými kameníky několik ležících figur pro náhrobky přemyslovských králů. Vysoko nad hlavní lodí katedrály umístil dvě řady podobizen královské rodiny a jejího dvora. Později v období tzv. "krásného slohu" začali gotičtí sochaři prosazovat jemnost a sladkou něhu svých postav, především madon (matek) s děťátkem (Madona krumlovská, plzeňská, třeboňská a další). V této době byl převážně kámen nahrazován pestře polychromovaným (barveným) dřevem.
V pozdním, závěrečném období stavitelé pokračovali ve ztvárňování náboženských témat obohacených o složitější scény s mnoha figurami (příznačná jsou opět řezbářská díla).

## Byzantská říše
Byzantská říše vznikla rozdělením Římské říše na západní (hlavní město Řím) a východní část (hlavní město Konstantinopol). Velký podíl na vzniku říše měl císař Konstantin Veliký založením Konstantinopole a šířením křesťanství.
V 9. a 10. století došlo k upevnění pozice Byzance jako evropské velmoci a k pokračujícímu rozvoji byzantského umění. Státním jazykem byla řečtina a státním náboženstvím křesťanství. Po velkém schizmatu se stala centrem nové, východní ortodoxní církve, stojící v opozici proti katolické církvi ovládající západ.

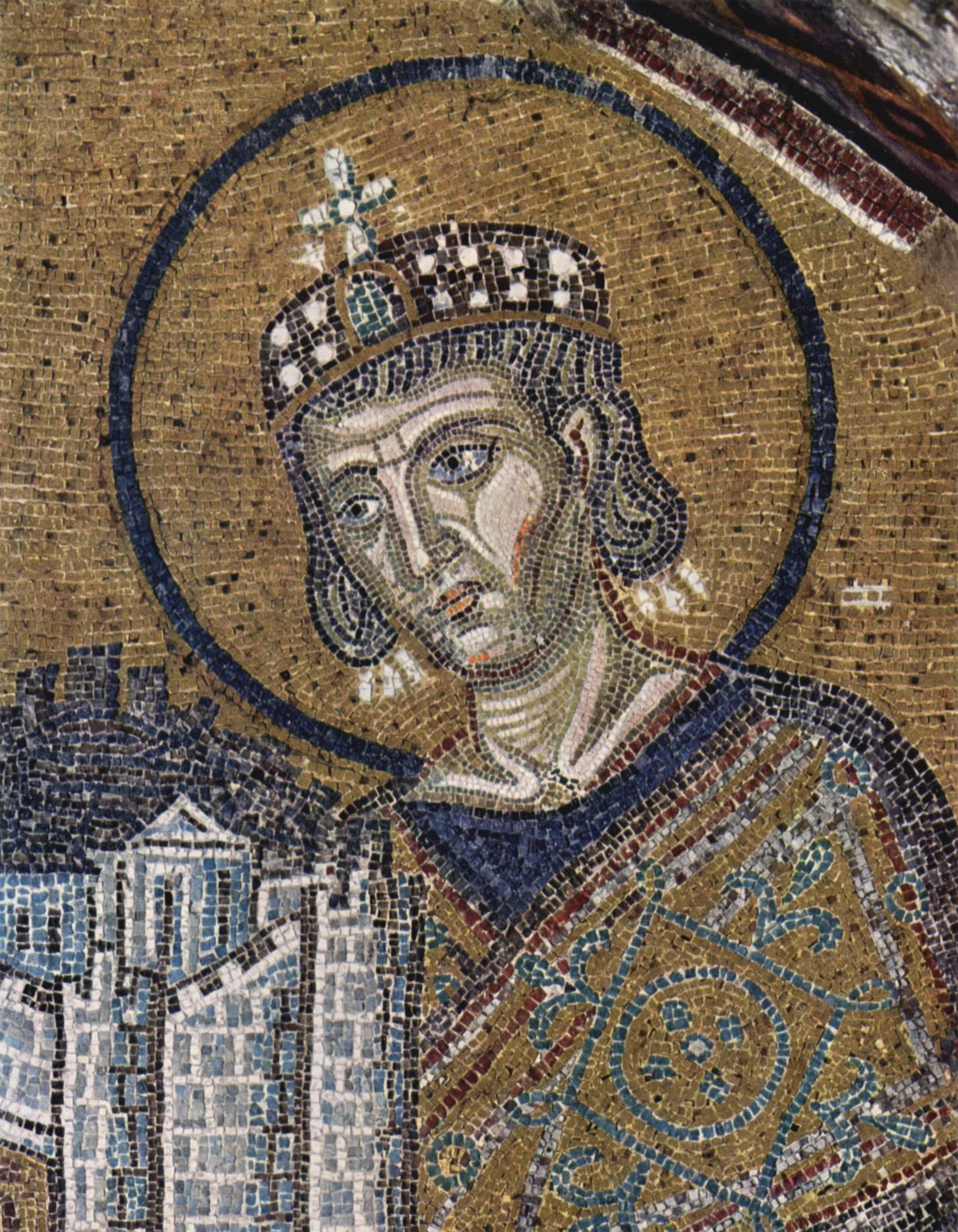
Konstantin I. Veliký

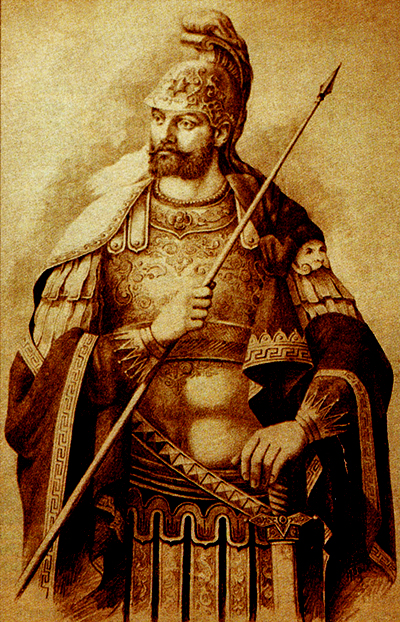
Konstantin XI.Palaiologos

Hagia Sofia v Konstantinopoli
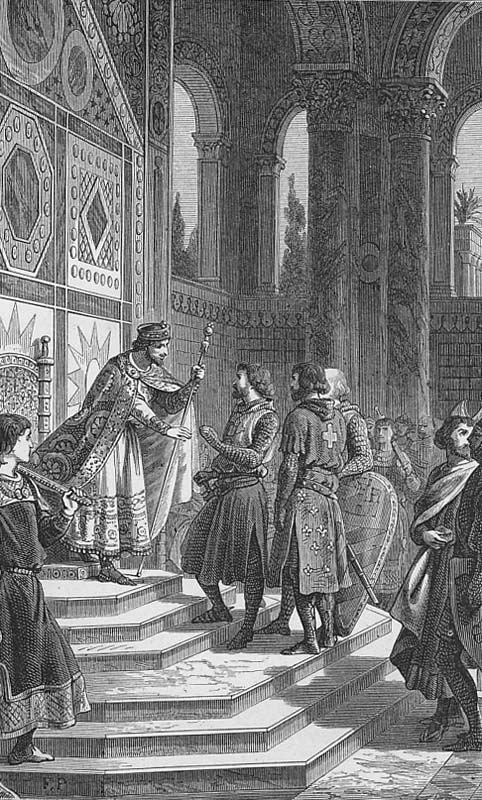
Alexios I.Komnenos
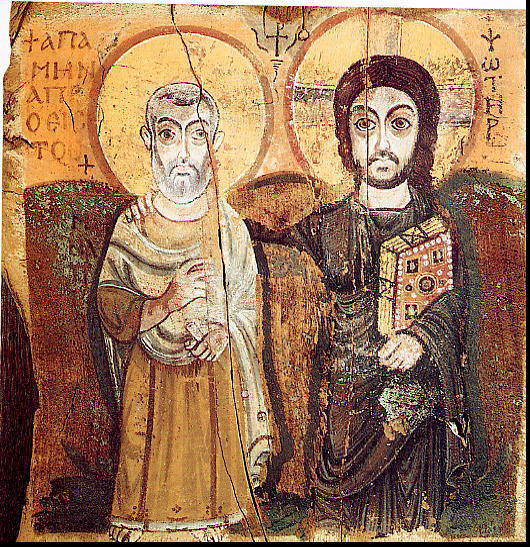
Kristus a svatý Menas
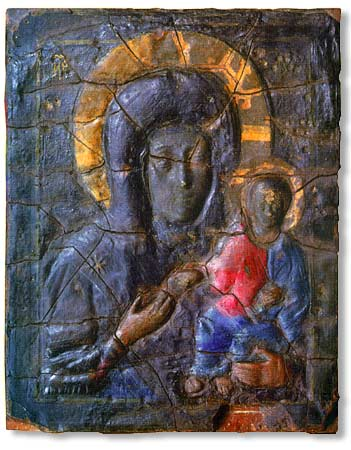
Ikona Panny Marie

Architektura a sochařství: Sochařství stejně jako celé výtvarné umění a architektura, se vyvíjelo v byzantském uměleckém slohu, ovlivněném orientálními tradicemi Blízkého Východu.
Jeho typickým projevem byly mohutné křesťanské chrámy postavené na půdorysu tvaru kříže. Nad jeho středem a rameny se tyčily kopule.
Výtvarná výzdoba chrámu se řídila přesnými pravidly. Vnitřky byly obloženy vzácnými barevnými mramory, zdi a kopule byly pokryty nástěnnými malbami nebo pestrobarevnými mozaikami. V klenuté části bývala umístěna postava Ježíše Krista nebo Matky Boží s Ježíškem v náručí.

## Indie
Ve 4. a 5. století došlo v Indii k rozmachu vědy a hinduistické kultury označovanému jako zlatý věk Indie později přerušenému muslimskou invazí na Indický subkontinent. K opětovnému rozvoji kultury a umění pak došlo až teprve v době novověku v 17. století (Tádž-Mahál): indické výtvarné umění vznikalo již v neolitických kulturách údolí Indu. Vznik monumentálního umění, s centry měst a paláci perského typu a s buddhistickými kultovními centry a s chrámy s bohatou reliéfní, ornamentální a figurální výzdobou, je spjat s buddhismem.
Gandhárské umění, reagovalo na helénisticko-římské podněty, které se s uměleckým centrem v Mathuře podílely na vývoji typu vyobrazení Buddhy a bódhisattvů (Amarávatí) s nástěnnými malbami a výjevy z Buddhova života. Současně vznikala i hinduistická a džinistická ikonografie.

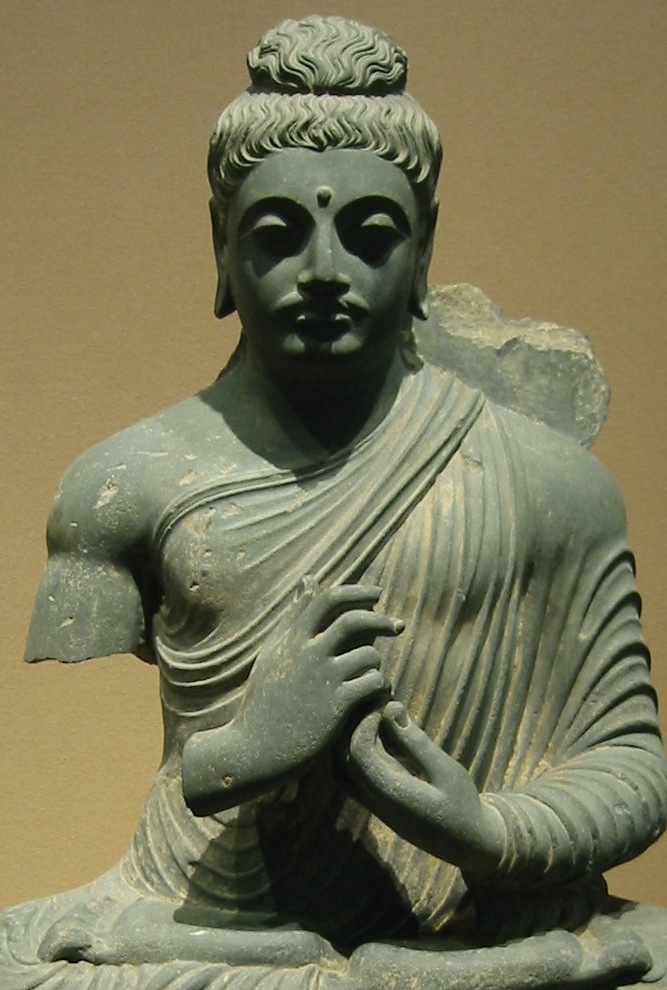
Vajra Mudra

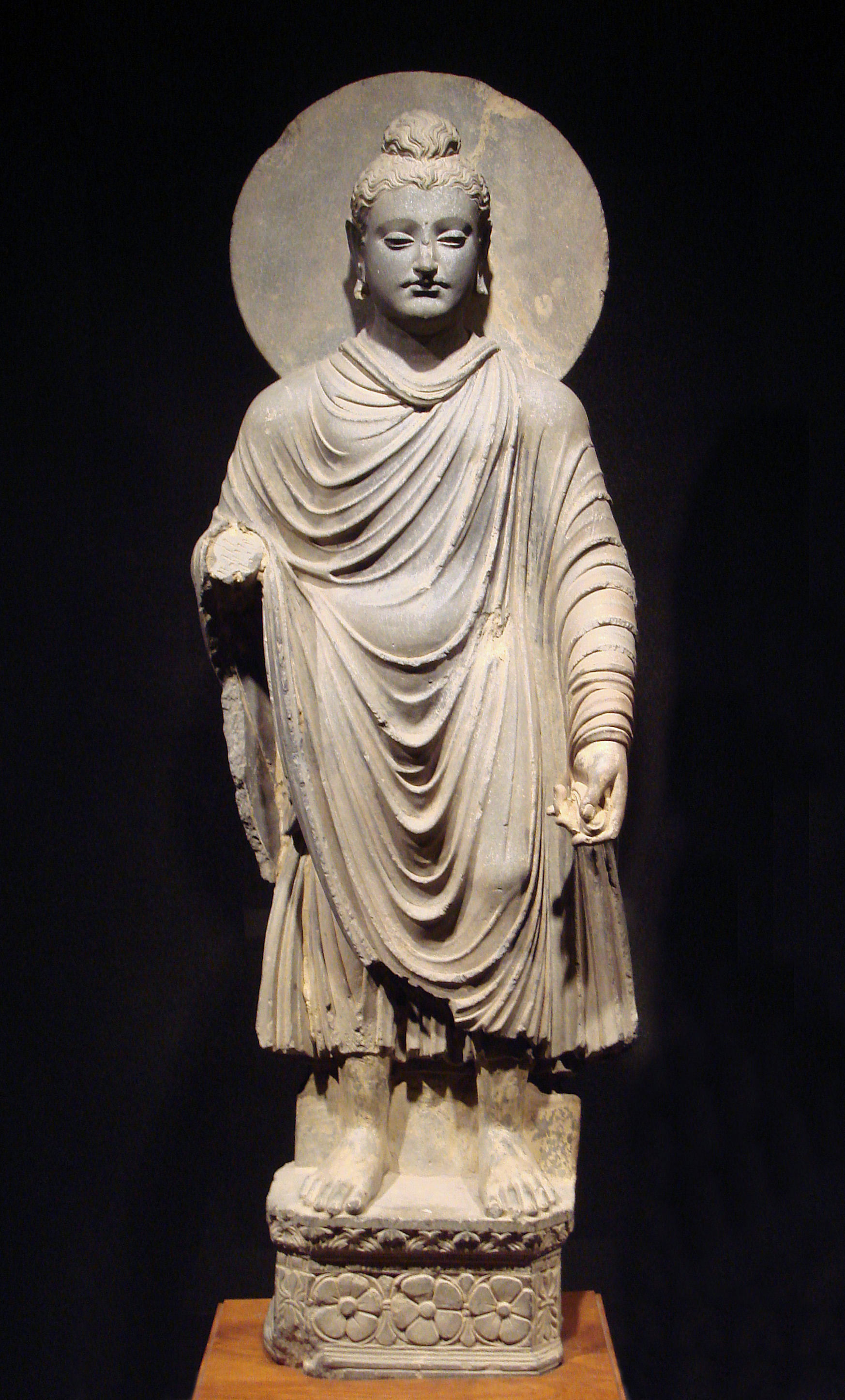
Indické umění, Buddha

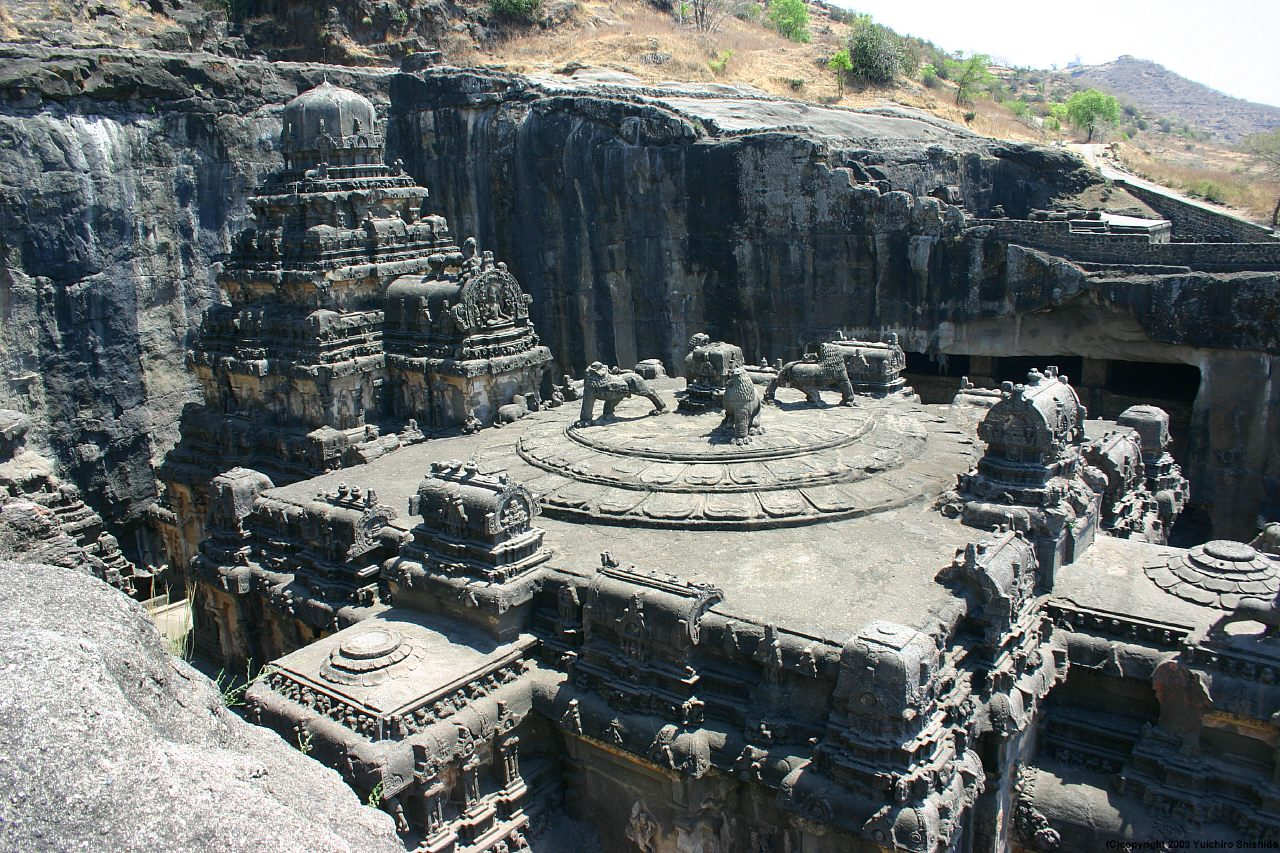
Indické umění, Ellora
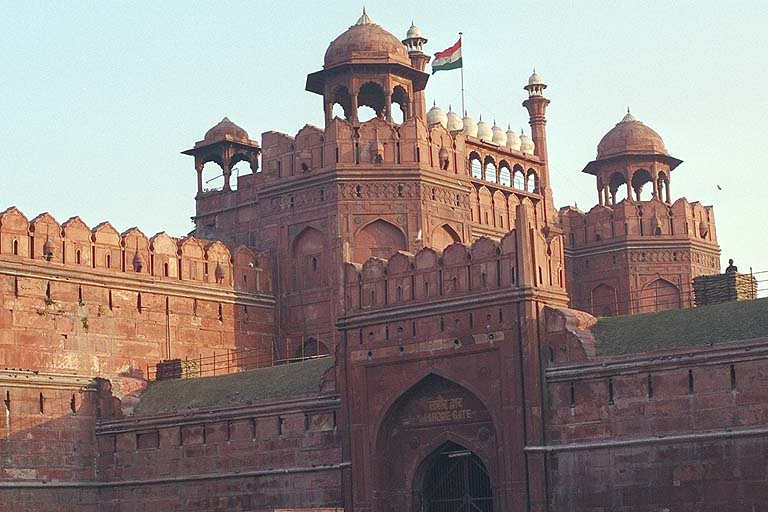
Červená pevnost
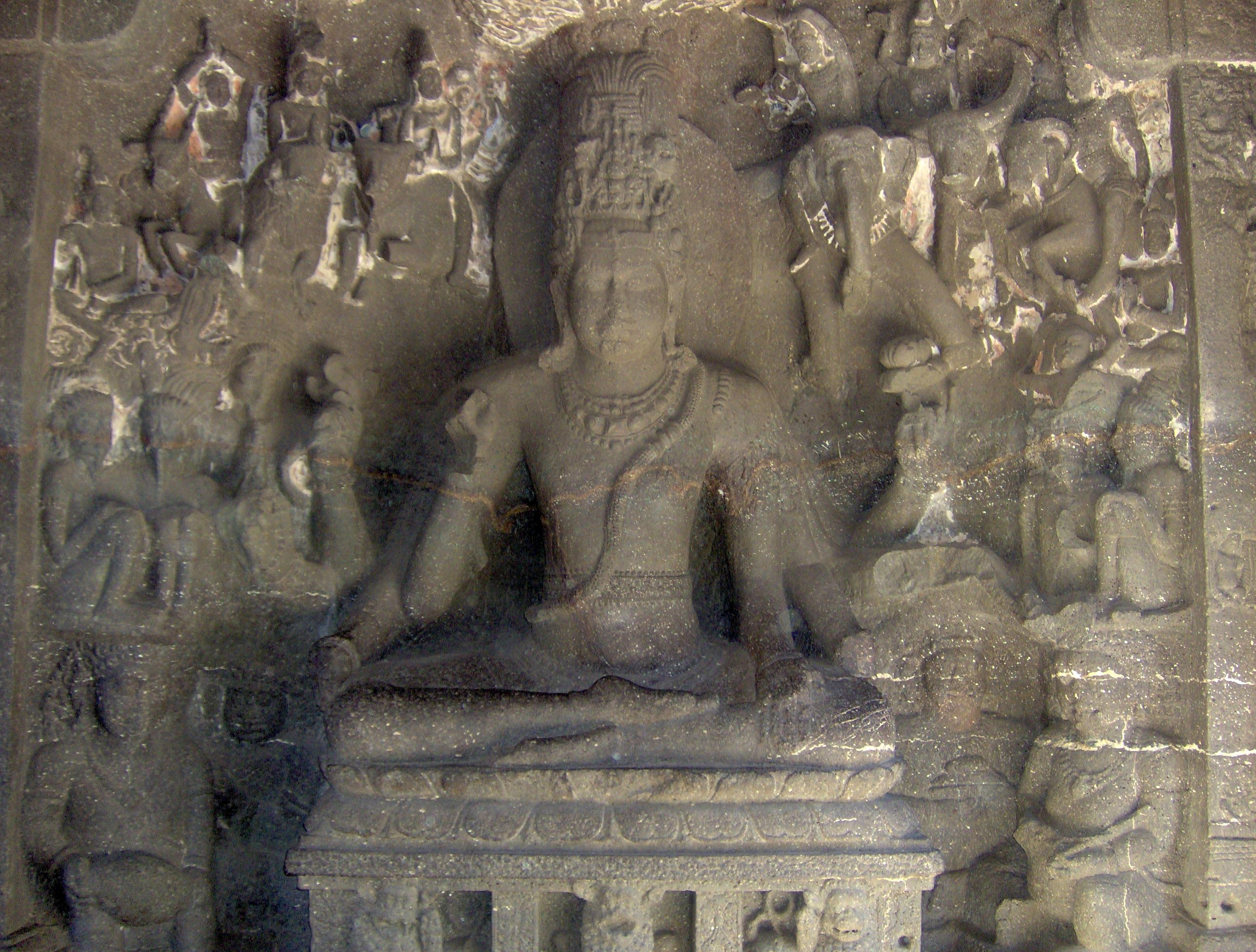
Indické umění, Shiva

Postupně byly zformulovány i základní estetické a ikonografické normy, typy profánní i sakrální architektury (stúp, čaitja, vihára, tórana) i kanonické typy indické plastiky. Byly vybudovány rozsáhlé chrámy vyjadřující a symbolizující komplex kosmologických představ uspořádání universa (monolitické skalní chrámy) a pojaté jako sochařsky formulovaný architektonický komplex.

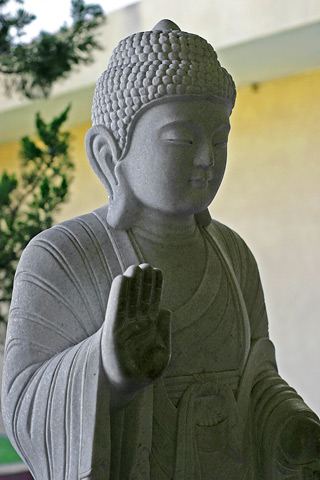
Socha buddhy

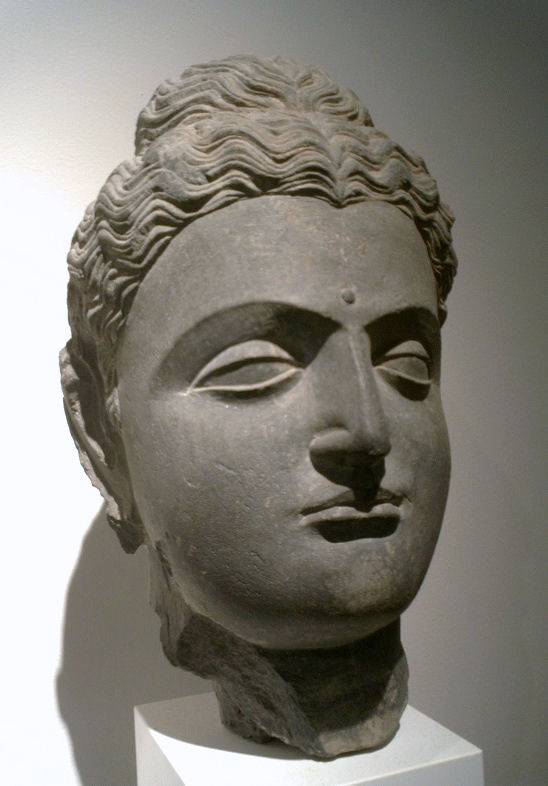
Hlava Buddhy

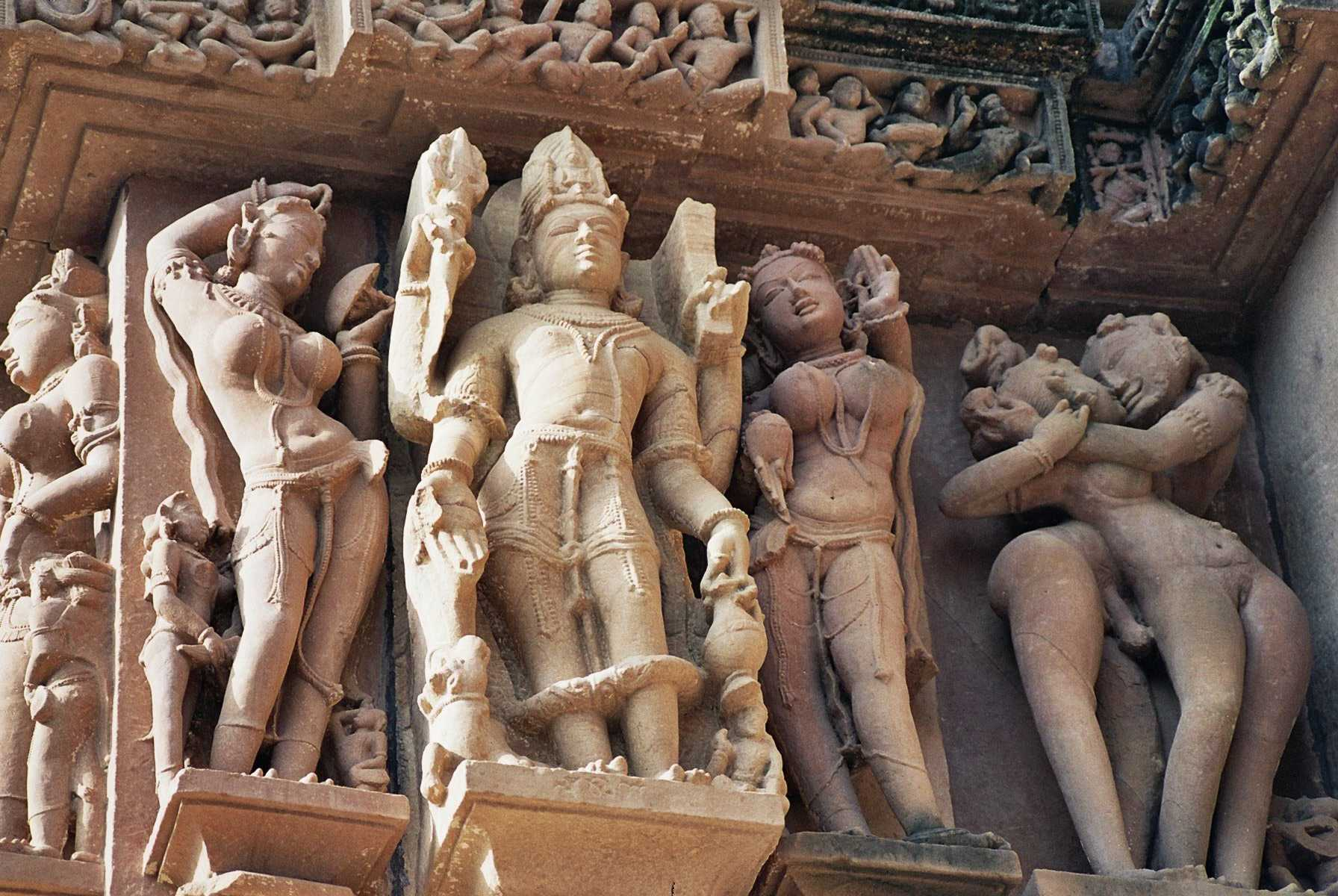
Indické umění, Khujaraho
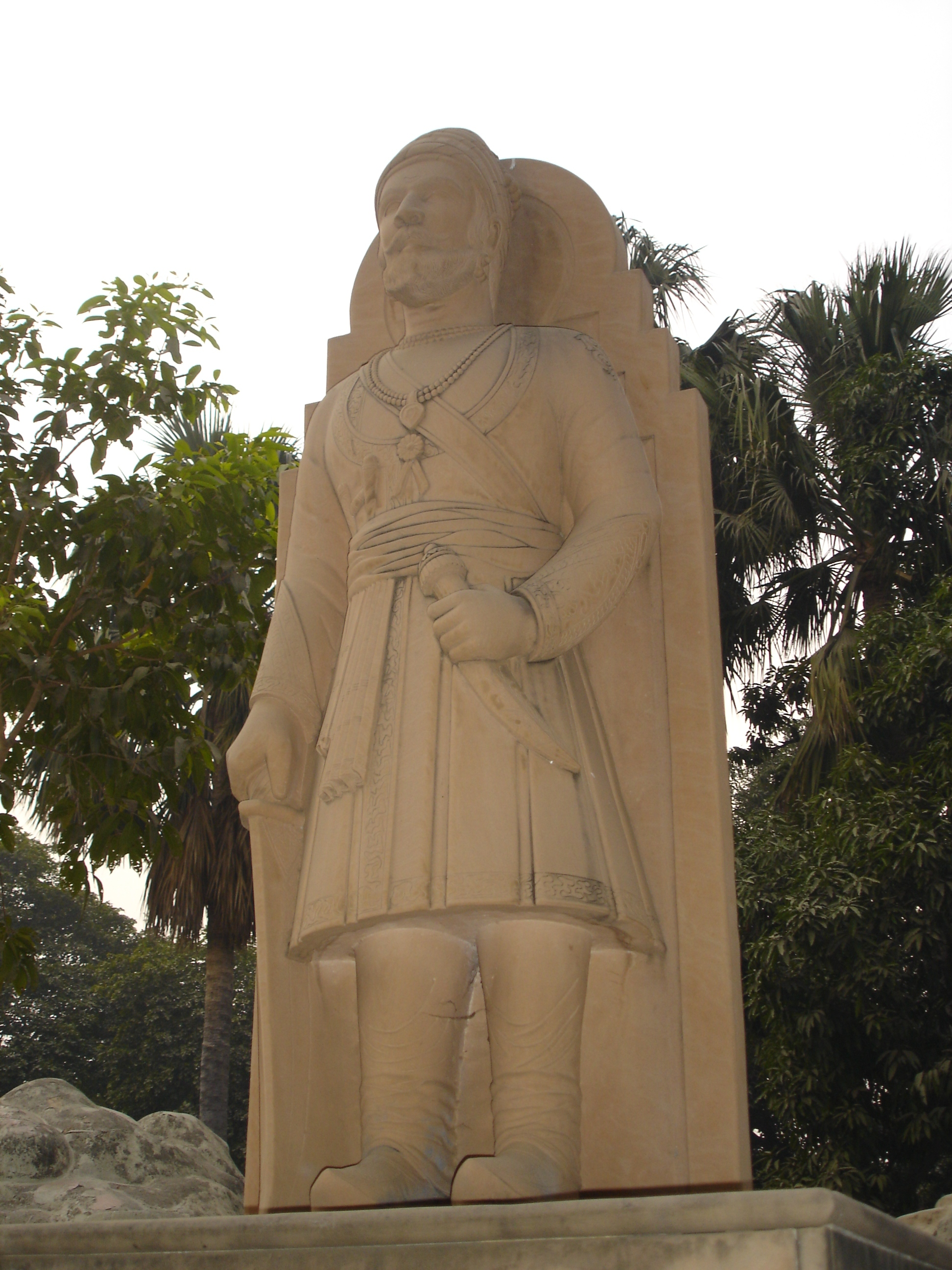
Indické umění, Shivaji
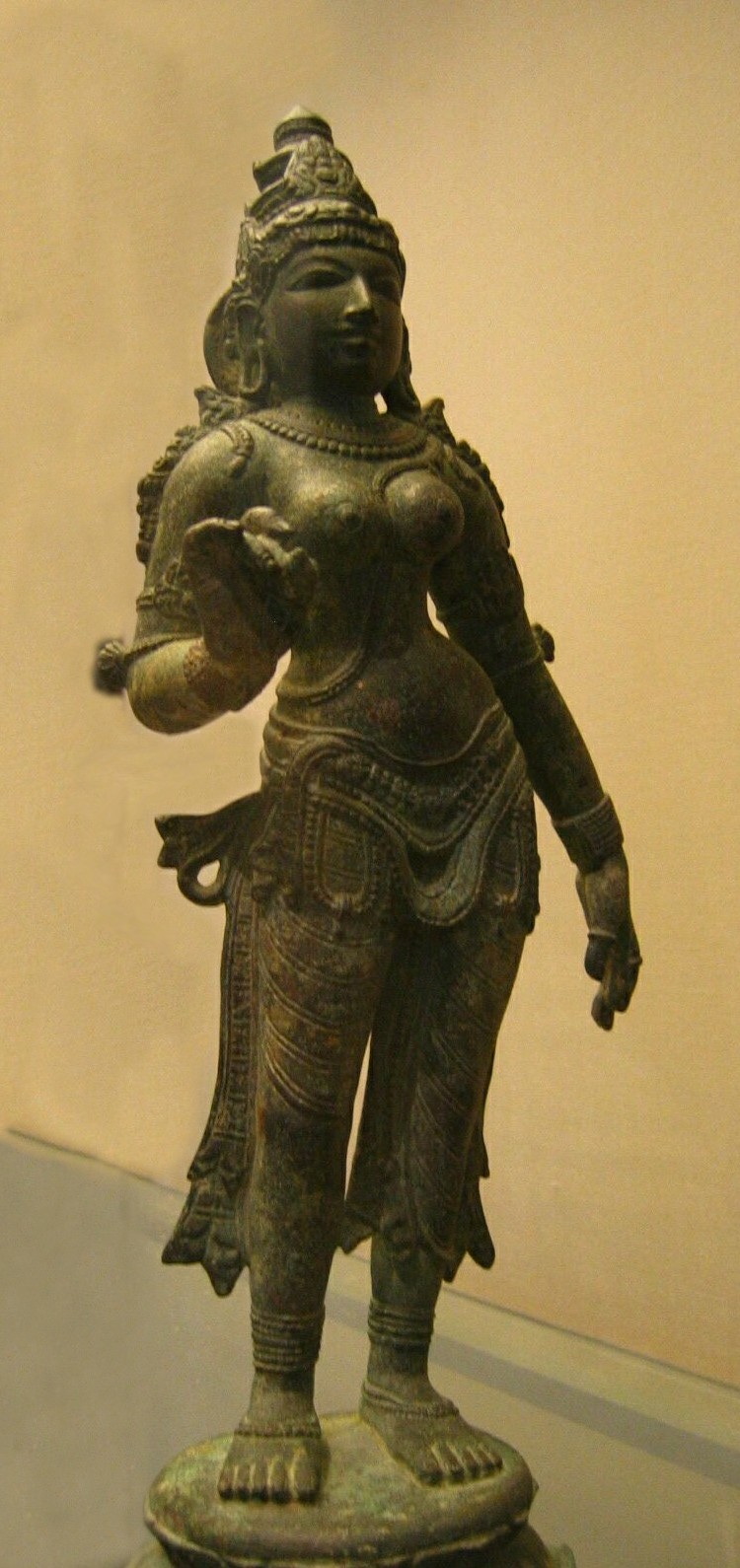
Indické umění, Bhudevi
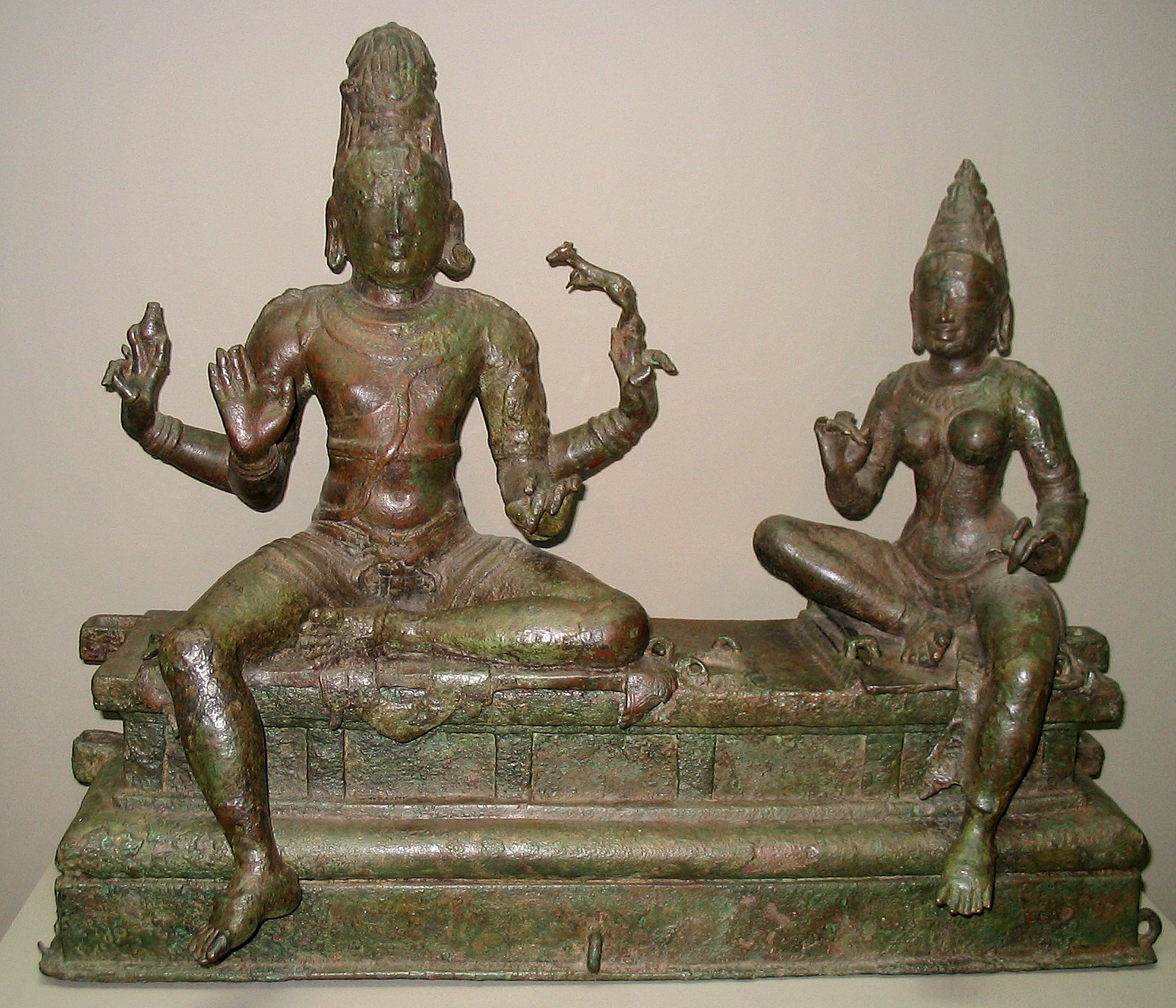
Snivá a Uma
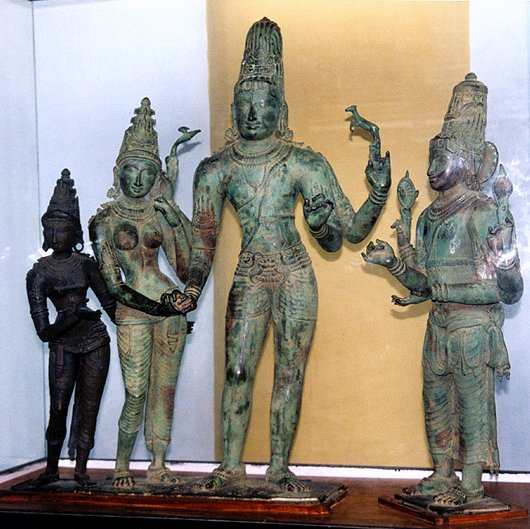
Indické umění, Chola
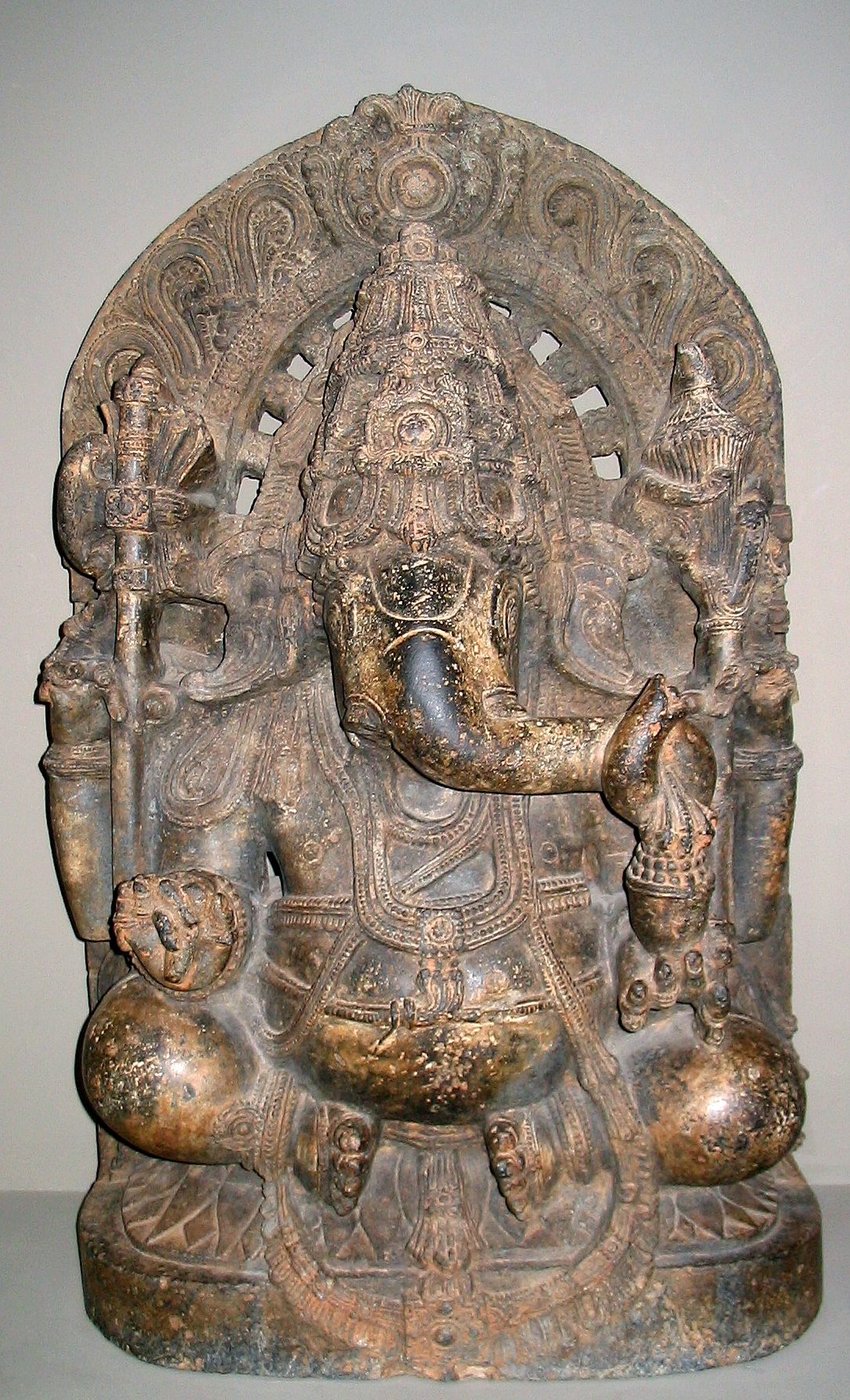
Indické umění, Ganeshy
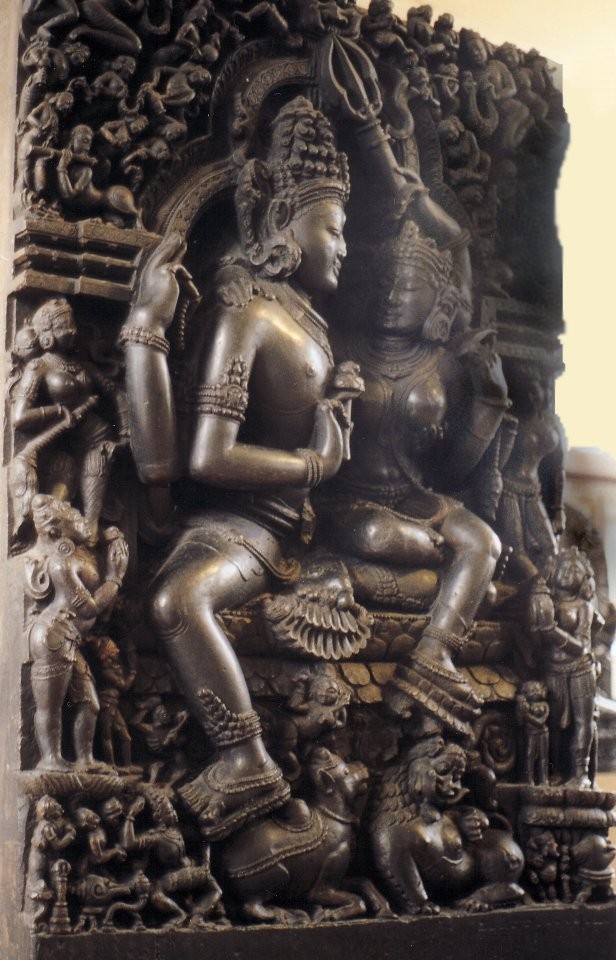
Indické umění, Shiva
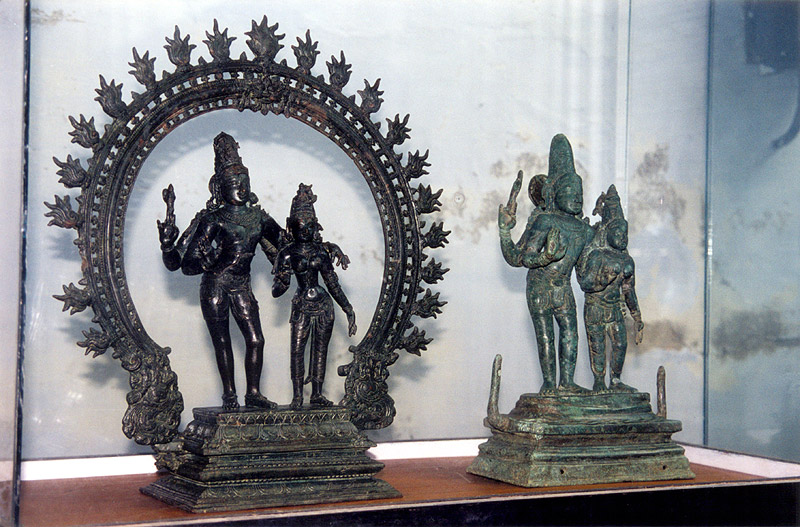
Indické umění, Chola

Architektura: Rozvíjena byla nástěnná malba i iluminace. Následoval rozvoj čólských bronzů a architektonického typu chrámu s gópurami. Dále pak s nástupem islámu i rozvoj nových typů architektury (mešity, paláce, náhrobky) a pod perským vlivem dvorského umění, zejména miniatur s mytologickými náměty spojujícími indické a islámské prvky. Kniha Vastu-šástra o architektuře přesně definuje způsob stavby. Chrám je místem pro komunikaci člověka s Bohem. Ztělesňuje sjednocení materiálního a duchovního života. Indie je místem vzniku čtyř náboženství: hinduismu, buddhismu, džinismu a sionismu. Spojením slámské, perské a indické architektury vznikla mughalská architektura.
Sochařství: K velkým změnám došlo v indické architektuře, sochařství i malířství s příchodem novověku. Architektura měst a administrativních budov byla ovlivněna anglickým klasicismem (vládní paláce, radnice, pevnostní stavby, paláce provinčních vládců) a historickými styly (neogotika). Současně působily na vývoj architektury i vlivy čínské a japonské a domácí tradice v souvislosti s bojem za nezávislost.

## Čína
V 6. století došlo v Číně k rozkvětu buddhismu podporovanému státem, laiky i kláštery. V 9. století však nastalo jeho násilné potlačování (boření buddhistických klášterů atd.). Teprve po jeho částečném splynutí s konfucianismem a taoismem se opět buddhistické kláštery staly centrem vzdělanosti. Čínský sloh byl velmi svérázný. Číňané stavěli silnice, mosty, průplavy, věže, pagody, slavobrány. Mostů bylo veliké množství. Byly kamenné a vynikaly nejen délkou ale i smělým rozpětím oblouků, krásou a velkolepostí. Velký význam má Velká čínská zeď. Stavby průplavů, z nichž nejproslulejší je Jün-ho (císařský průplav), protínají Čínu od severu na jih. Zachovány jsou dosud zbytky velkolepých, širokých silnic dlážděných velikými kameny a osázených krásným stromovím.

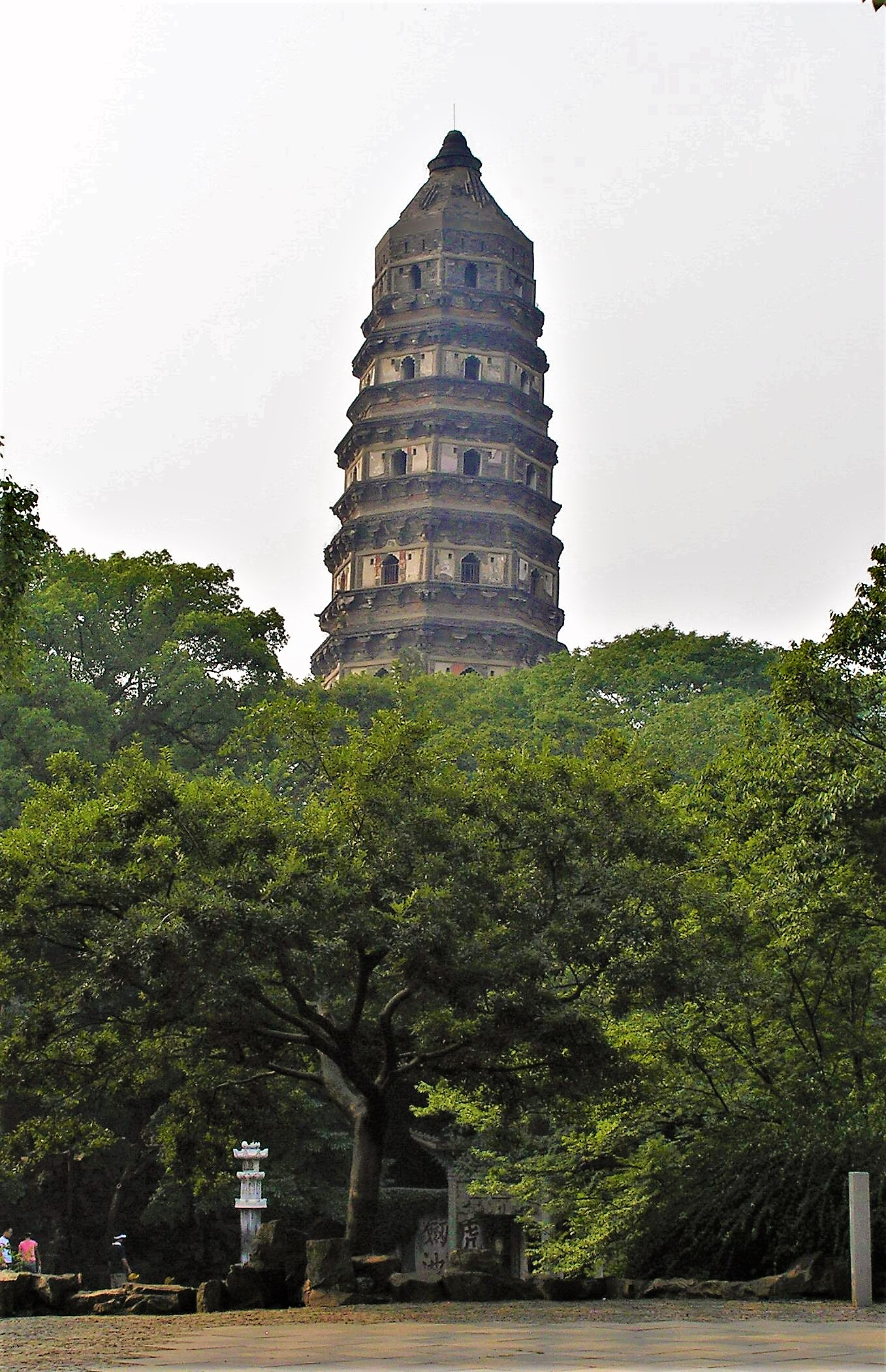
Pagoda Jün-jen

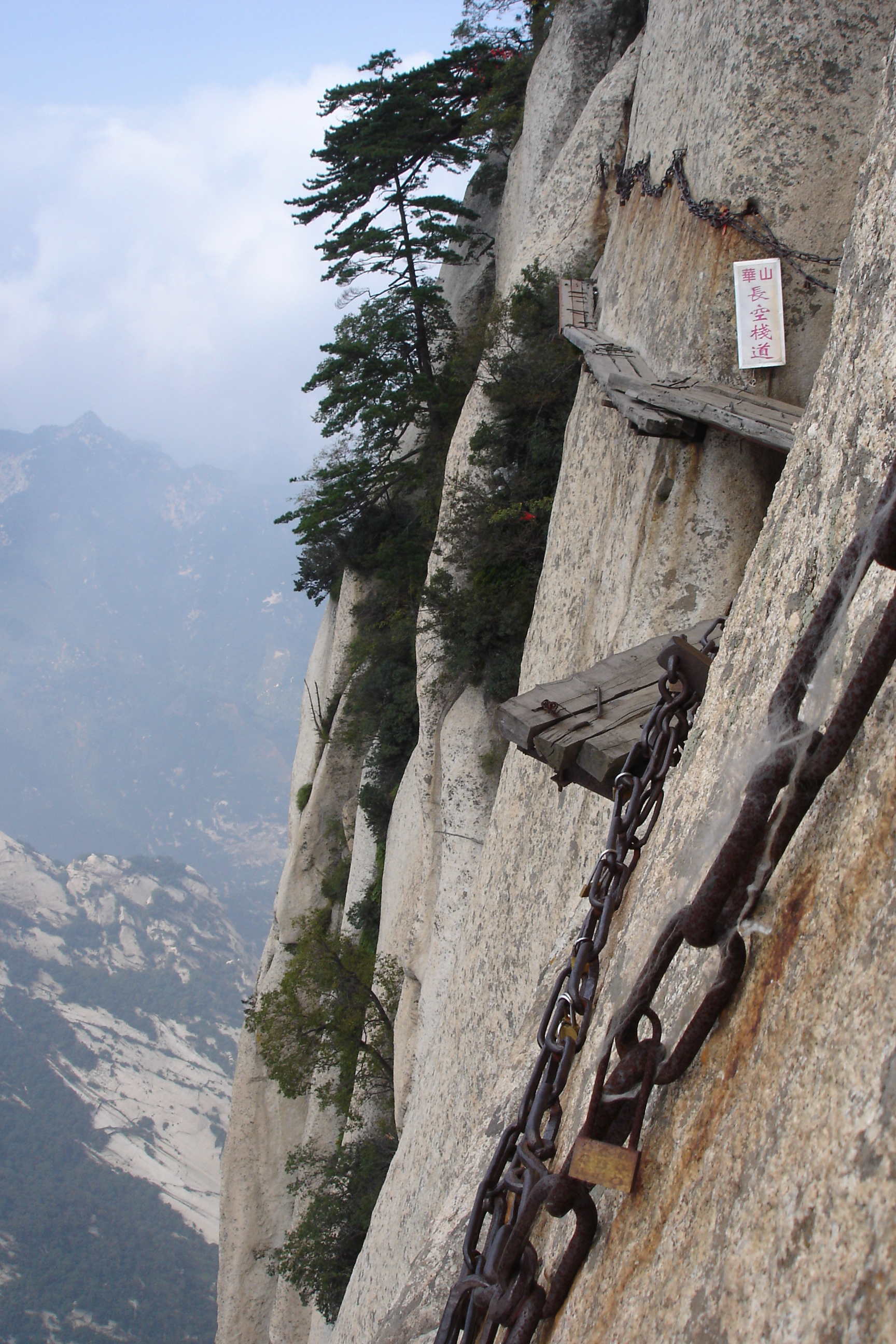
Sráz tisíce stop
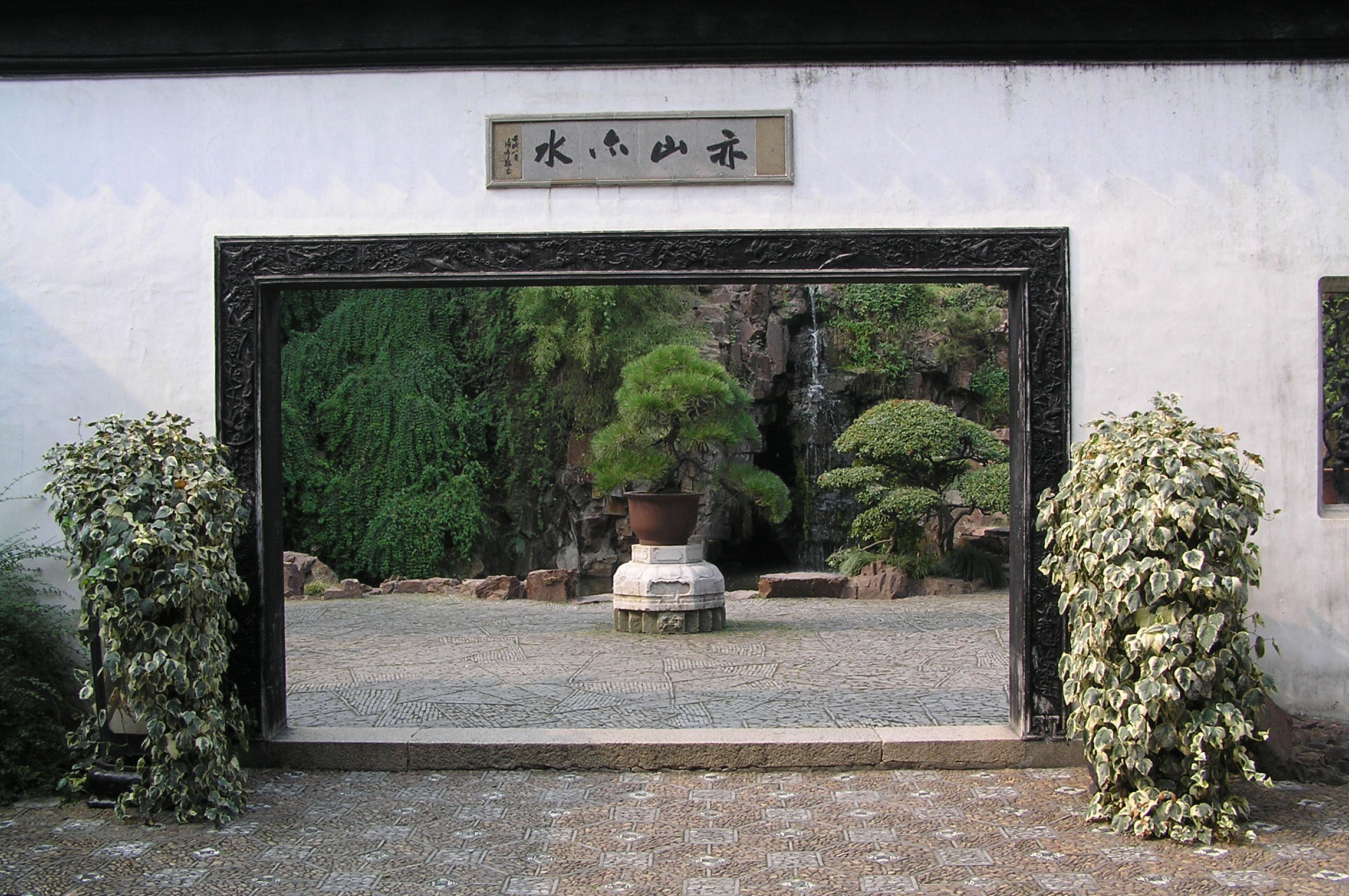
Vstup do jedné ze zahrad
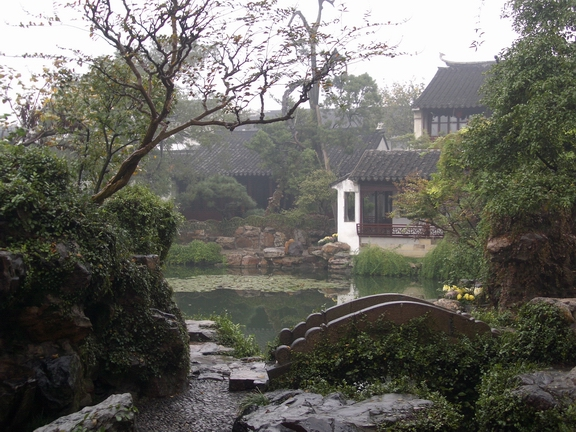
Zahrada mistra rybářských sítí
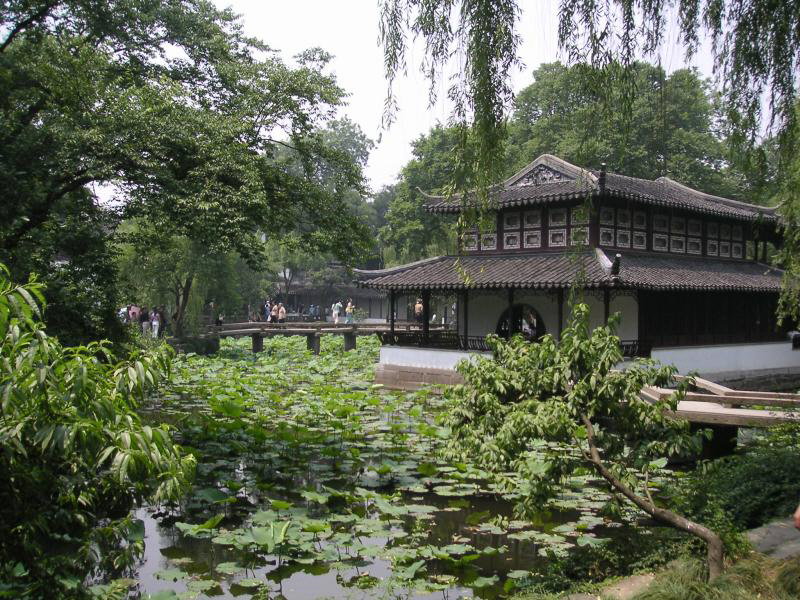
Zahrada pokorného služebníka státu

Památky: Věže budované z kamene, cihel, dřeva a z majoliky stály vedle každého většího města. Proslulou byla nankingská věž pokrytá porcelánovými ozdobami. Pagody (svatyně) byly stavěny v obrovském množství u silnic, na lukách i v polích: hlavně však uvnitř měst a vesnic. Ty nejmenší měly podobu nepatrné kapličky se sochou a s nádobou pro kadidlo, jiné naopak vznikly jako velkolepé svatyně s vynikající vnitřní i vnější nádhernou úpravou (bohatě zdobené malbami i řezbami). Zvláště proslulé jsou chrámy Nebes a Země v Pekingu. Původních svatyní je dnes už jen málo. Neopravují se a stavějí se nové. Zajímavými stavbami jsou kamenné nebo dřevěné slavobrány zdobené řezbářskými pracemi (rozličnými zvířaty, květinami, ptáky).

## Předkolumbovská Amerika
Předkolumbovskou Amerikou rozumíme období amerických kultur před objevením Ameriky Kryštofem Kolumbem (Cristóbal Colón), který získal s pomocí kastilské královny Isabely a jejího chotě aragonského krále Ferdinanda dvě malé karavely Pintu a Niňu a jednu větší loď Santa Maríi a po dlouhé a strastiplné plavbě přistál dne 12. října 1492 na Bahamách u ostrova, kterému dal jméno „San Salvador“. Domníval se, že přistál v Indii. Proto zdejší obyvatele nazval Indios (Indové). Odtud Indiáni. Téhož roku objevil ještě i pobřeží Kuby a Haiti.
Kolumbus prohlásil San Salvador ležící v souostroví Bahamských ostrovů jihovýchodně od Floridy a severovýchodně od Kuby prohlásil za španělskou državu.
(Dnes je San Salvador hlavním městem Salvadoru ležícího ve Střední Americe).
Španělé odvezli většinu původního indiánského obyvatelstva Bahamských ostrovů jako otroky do zlatých dolů na Kubu a na Haiti. Zbytek vymřel. Později Španělé vyvrátili i říše Aztéků a Inků.

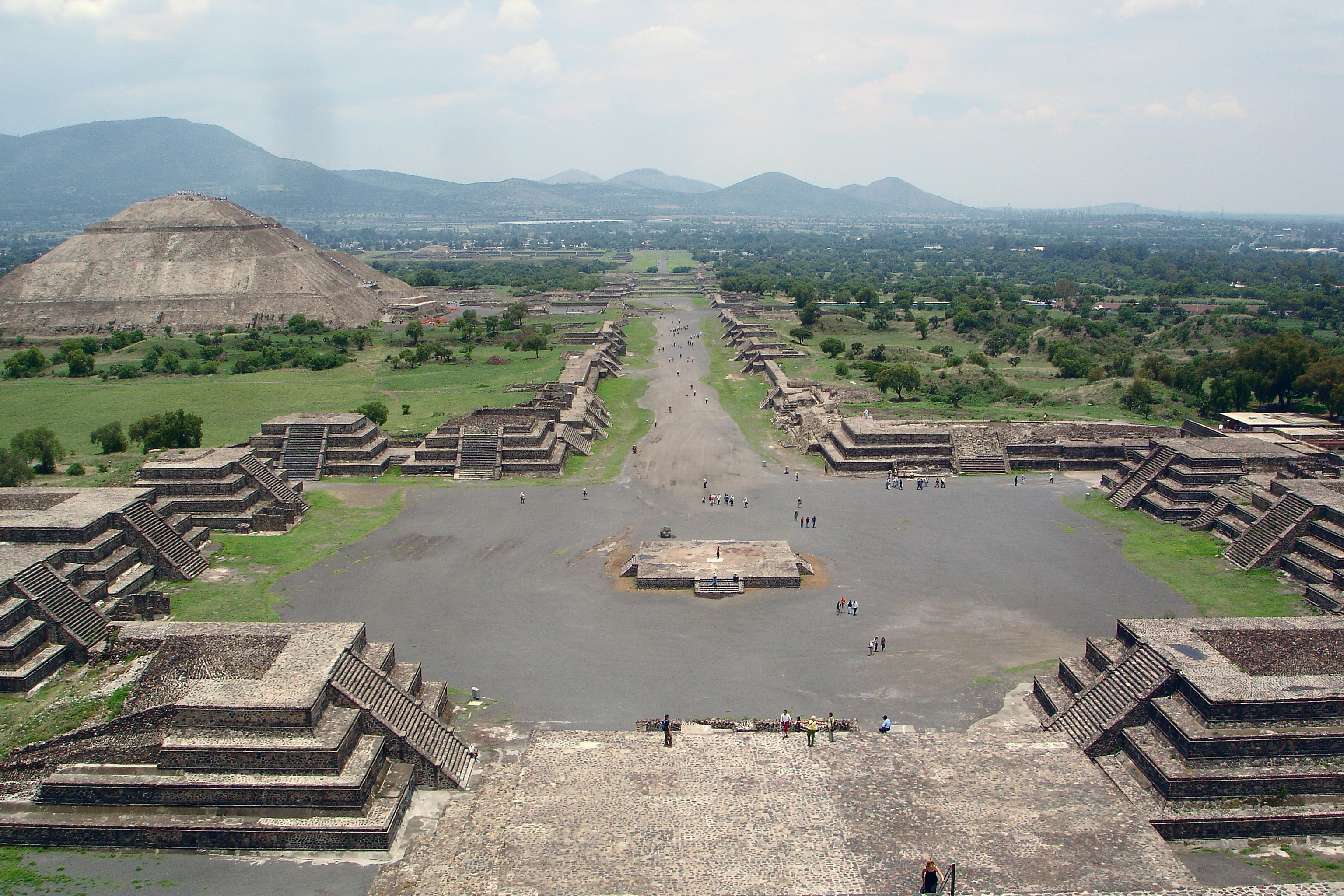
Měsíčná pyramida

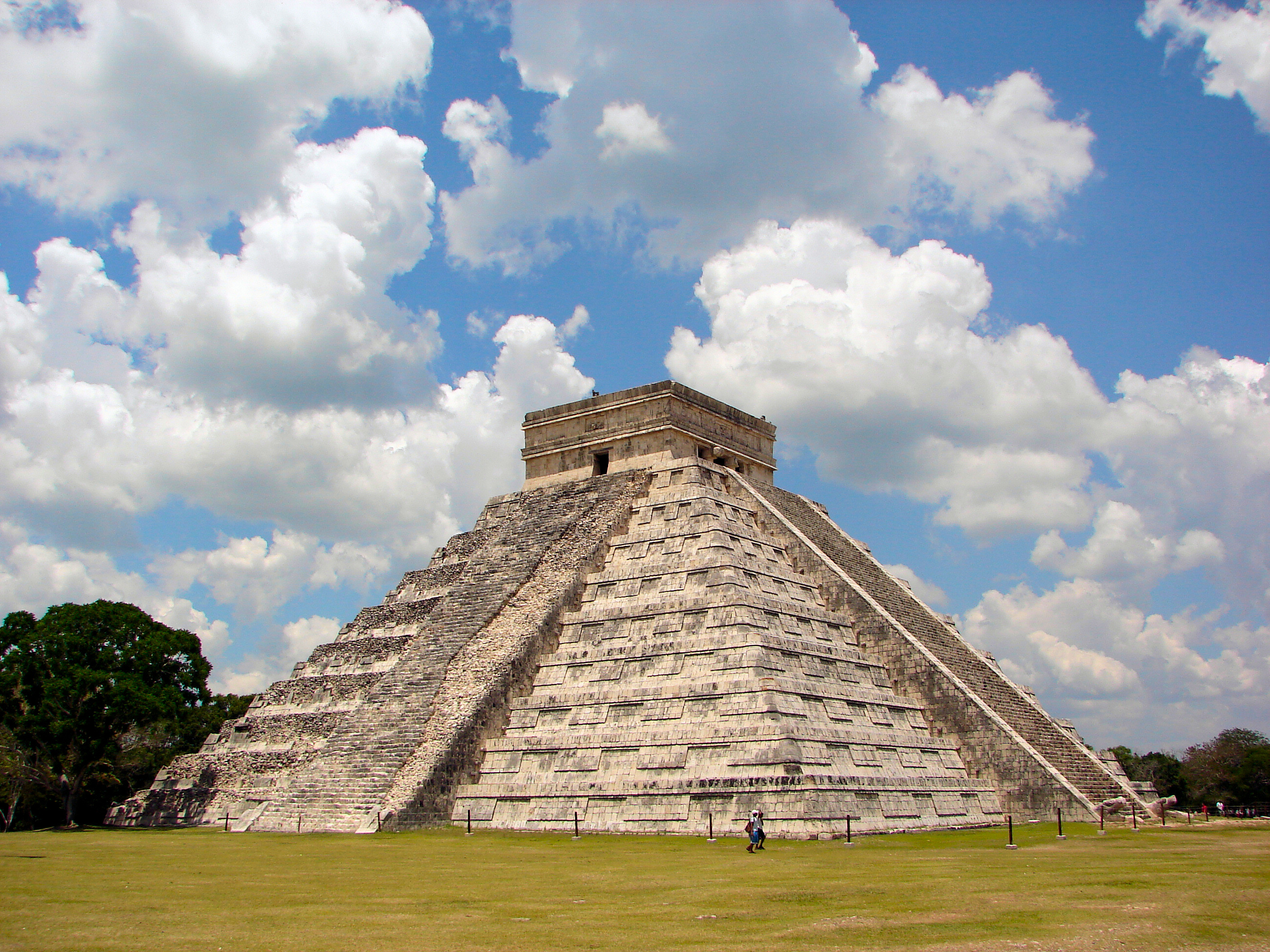
Pyramida Chichen Itza

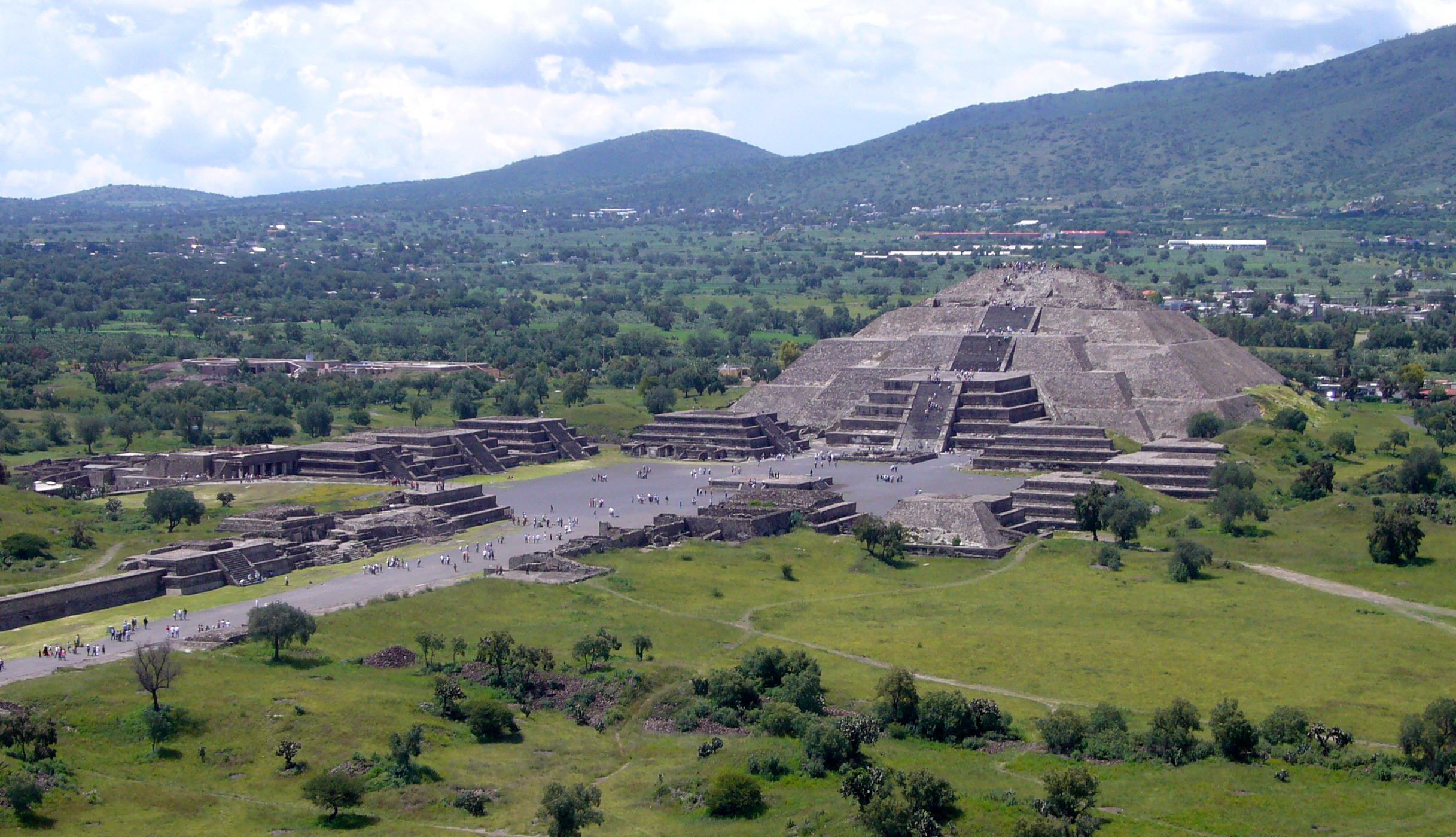
Měsíční pyramida
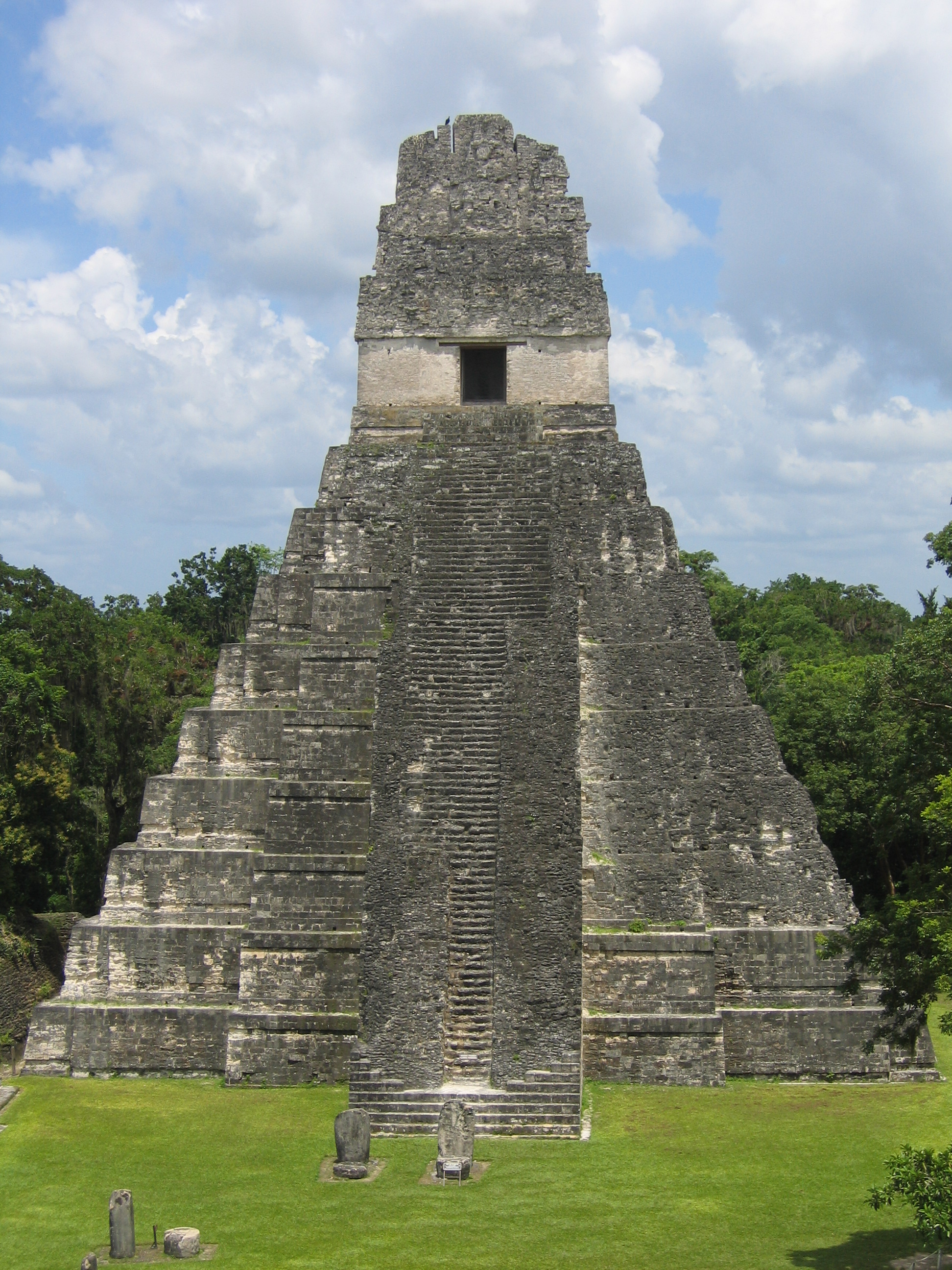
Tikal
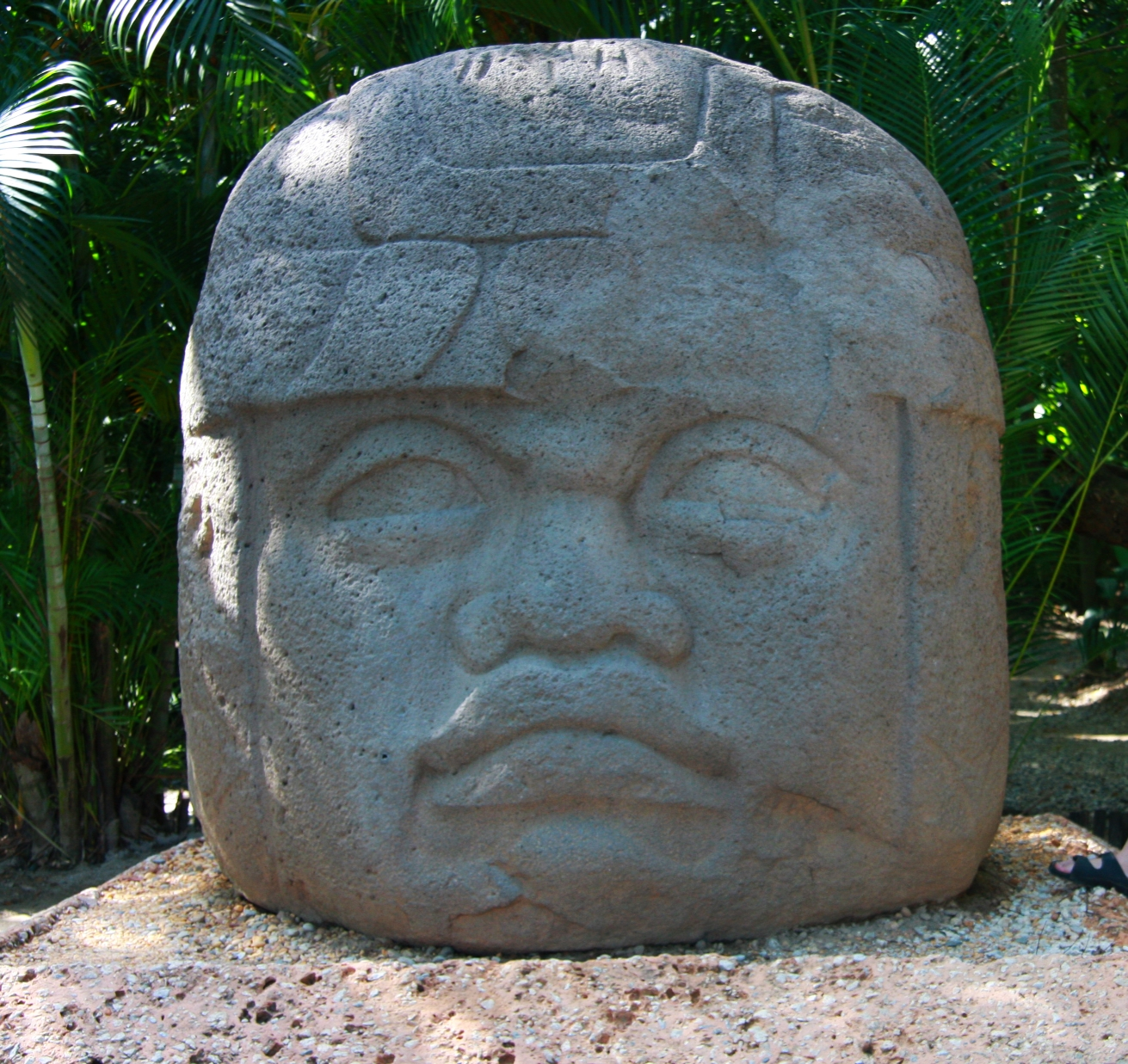
Olmécká plastika
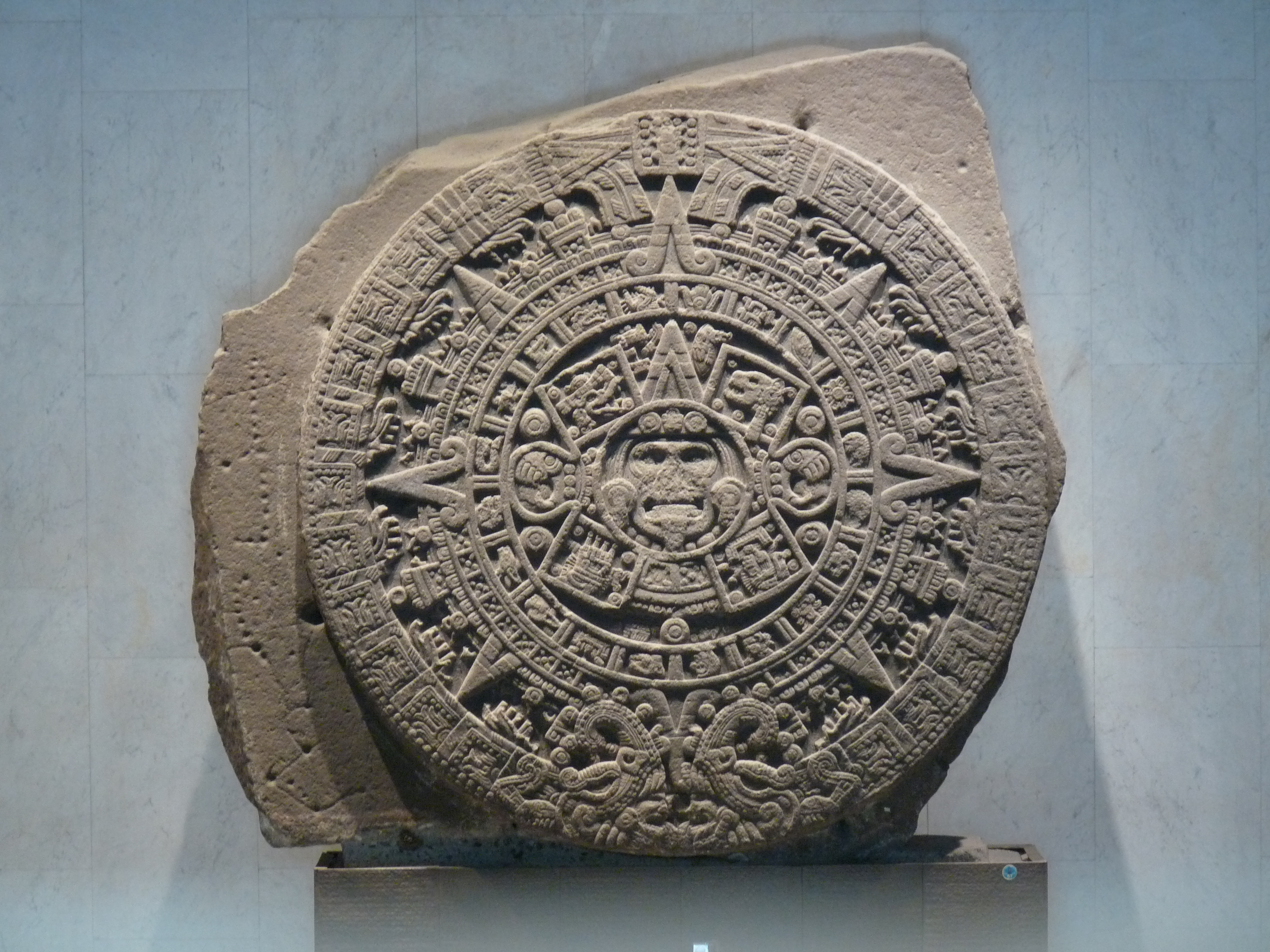

Vyspělé civilizace: Na území Jižního Mexika, v jižní části Severní Ameriky (kontinentu ohraničeném Severním ledovým, Atlantským a Tichým oceánem a Karibským mořem) byli původními obyvateli Aztékové (Aztec, Azteca), Mayové (Maya) a Olmékové (Olmec). Mayové byli obyvatelé mnohých rozličných populací, komunit a etnických skupin, z nichž každá měla svou vlastní odlišnou tradici, kulturu či historickou identitu. Významným státním útvarem v předkolumbovské Americe na území Mexika byla Aztécká říše, jejímž hlavním městem byl Tenochtitlan.
Na územích dnešních států Kolumbie, Ekvádoru, Peru, Bolívie, Chile a Argentiny v Jižní Americe (kontinentu omývaném Tichým a Atlantským oceánem) byli původními obyvateli indiáni různých kmenů. K nejznámějším patřili Inkové (Imperio Inca).
Inckou kulturou rozumíme kulturu dominantní složky mnohonárodnostního státního útvaru Říše Inků, kteří za svou přijali kečujskou kulturní tradici a jazyk a pomocí vojenské a ekonomické expanze pak tuto tradici vnutili podrobeným etnikům.
Památky: Dodnes se především v Mexiku a v Peru setkáváme s mnohými památkami aztécké, mayské a incké minulosti. S údivem a s rozpaky stojíme před obrovským architektonickým dědictvím, které nám zanechaly různé národy, nazývané společným názvem Indiáni. Jsou to tisíce měst, desítky tisíc domů, stovky chrámů, věží, pevností a paláců, velkých vojenských silnic, akvaduktů a jiných veřejných staveb.